# Histoire du programme nucléaire civil de la France
Vous lisez un « bon article » labellisé en 2018.
Ne doit pas être confondu avec Histoire du programme nucléaire militaire de la France.
L'histoire du programme nucléaire civil de la France retrace le cheminement qui a conduit la France à devenir, à la fin du XXe siècle, le deuxième pays producteur d'électricité à base d'énergie nucléaire au monde, tant par le nombre de réacteurs en activité que par la puissance installée et la quantité d'électricité produite. Des années 1990 jusqu'aux années 2010, les trois quarts de l’électricité française sont d’origine nucléaire. À partir du milieu des années 2010, cette part baisse progressivement pour atteindre 65 % en 2023.
Au début du XXe siècle, le pays participe pleinement à la découverte de la radioactivité et de ses premières applications. Dans les années 1930, la découverte de la radioactivité artificielle et des mécanismes de la fission nucléaire par des scientifiques français place le pays en tête dans le domaine, mais la Seconde Guerre mondiale met un terme aux ambitions nationales. Pendant l'occupation allemande de la France, les recherches se déplacent au Royaume-Uni puis aux États-Unis, où sont construits les premiers réacteurs et armes nucléaires.
À la sortie de la Seconde Guerre mondiale, la France lance un vaste programme nucléaire avec la création du Commissariat à l’énergie atomique (CEA), mais, faute de moyens, il lui faudra du temps pour rattraper son retard. Pendant les années 1950, tout s’accélère car le pays lance un programme nucléaire militaire qui l’amène à développer une force de dissuasion durant la décennie suivante. En parallèle, débute la construction des premières centrales nucléaires françaises, devant produire plutonium et électricité.
Dans les années 1970, conforté par les chocs pétroliers, le gouvernement Pierre Messmer, sous la présidence de Georges Pompidou, fait le choix du « tout-nucléaire » pour la production électrique en France. Durant le quart de siècle suivant, un parc de 58 réacteurs nucléaires électrogènes standardisés va être construit dans le pays. Si la technologie nationale est abandonnée, les industriels français ont tôt fait d’intégrer la technologie américaine retenue et de l'exporter à leur tour, en Afrique du Sud, en Corée du Sud puis en Chine. Simultanément, la France développe des compétences dans la maîtrise du cycle du combustible nucléaire et construit la plus grande usine civile de retraitement du monde à La Hague ainsi que des surgénérateurs expérimentaux.
À partir des années 1980, bien que le mouvement antinucléaire ait un impact plus limité en France que dans d'autres pays européens, la gestion des déchets radioactifs devient un sujet central dans le discours public français.
De plus, la fin de la phase d’équipement puis la libéralisation du marché de l'électricité, couplées à la montée du mouvement antinucléaire conforté par les accidents nucléaires, notamment de Tchernobyl et Fukushima, tendent à modifier l'industrie nucléaire française. Ainsi, depuis 2015, il est prévu de réduire la part d’électricité produite par le nucléaire civil en France pour faire une place aux énergies renouvelables. La construction de réacteurs français de nouvelle génération (de type réacteur pressurisé européen, EPR) se poursuit néanmoins sur le territoire national comme à l’étranger.
Les recherches dans des solutions d'avenir portent sur des réacteurs de génération IV et sur la fusion nucléaire. En parallèle, le démantèlement des réacteurs qui seront mis à l’arrêt présente de nouveaux défis.
En février 2022, le président Macron annonce sa décision de relancer un programme nucléaire civil de construction de six à quatorze nouveaux réacteurs et de prolonger, « dans la mesure du possible », la durée de vie des réacteurs nucléaires en service.

## L'aventure scientifique de l'atome (1895–1945)
En un demi-siècle, de la découverte des rayons X aux premiers réacteurs et armes nucléaires, l'aventure scientifique de l'atome bouleverse le monde. La France, grâce aux travaux de la famille Curie, est un leader dans le domaine jusqu’à ce que la Seconde Guerre mondiale ne porte un coup brutal aux efforts nationaux.

### Les origines (1895-1932)

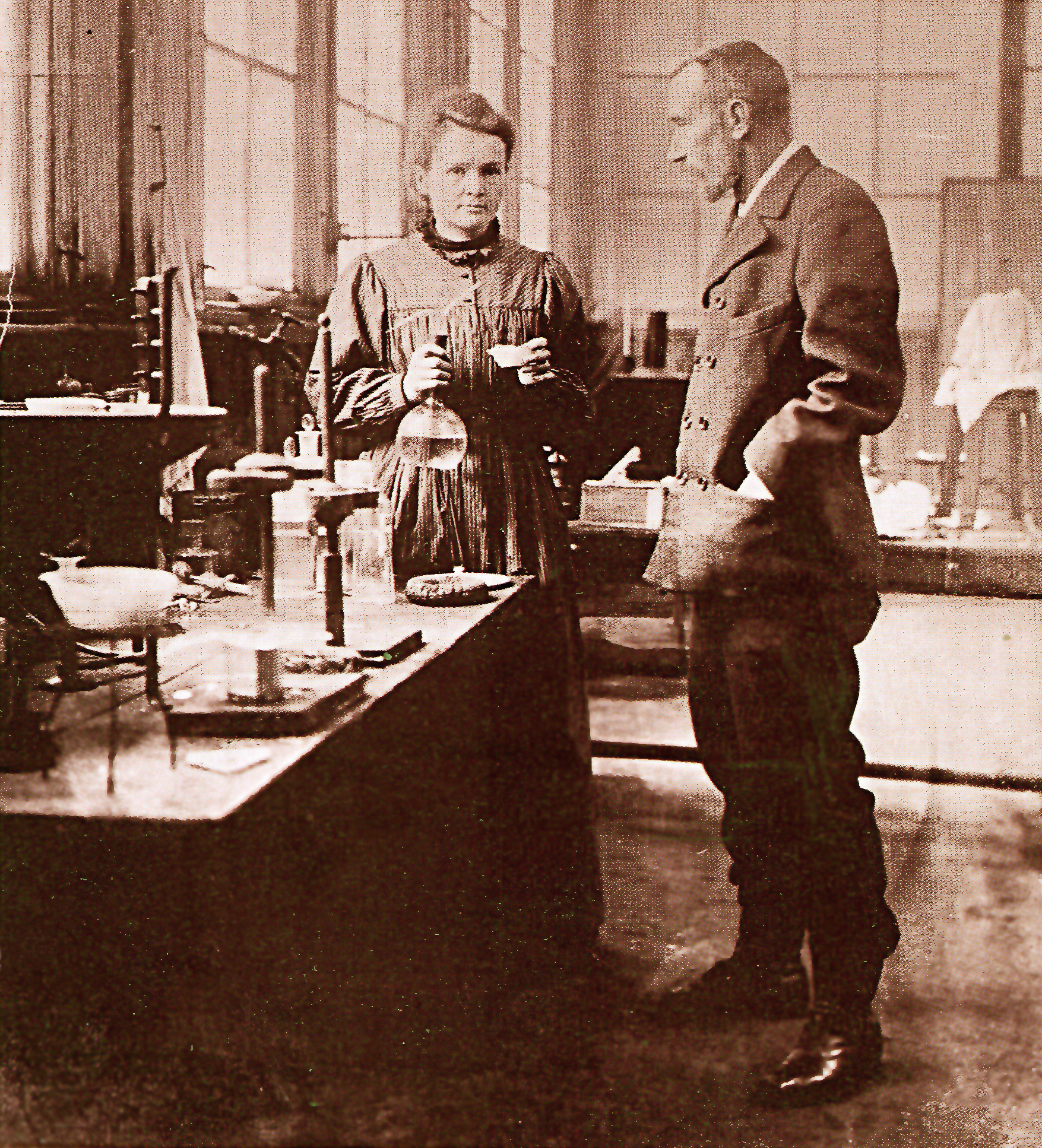
Pierre et Marie Curie dans leur laboratoire, vers 1900.

Fin 1895, le physicien allemand Wilhelm Röntgen est le premier à mettre en évidence la production, par un tube cathodique, d'un rayonnement invisible capable de traverser la matière. Cette découverte, qu'il baptise « rayons X » et pour laquelle il recevra le premier prix Nobel de physique, éveille un grand intérêt dans la communauté scientifique. L’année suivante, le physicien français Henri Becquerel, cherchant un lien entre phosphorescence et rayons X, constate par hasard que des sels d'uranium (roches phosphorescentes) émettent spontanément un rayonnement, qu'ils aient ou non été exposés à la lumière. Ces rayons de Becquerel sont alors nommés rayons uraniques car on les croit spécifiques à cet élément.
Pierre et Marie Curie démontrent que les rayons uraniques sont plus ou moins intenses selon les minerais uranifères et, à partir de 1898, vont tenter d'isoler l'élément à l’origine du phénomène. Raffinant artisanalement des centaines de kilogrammes de pechblende, les deux physiciens isolent un premier élément en juillet, qui recevra le nom de polonium en hommage à la patrie de Marie, puis un second encore plus actif en décembre : le radium. Dans la foulée, ils co-découvrent l’activité du thorium. La mise en évidence de la radioactivité naturelle vaut aux époux Curie le prix Nobel de physique en 1903, partagé avec Henri Becquerel. L'isolement du radium et du polonium permet ensuite à Marie Curie de recevoir le prix Nobel de chimie en 1911.

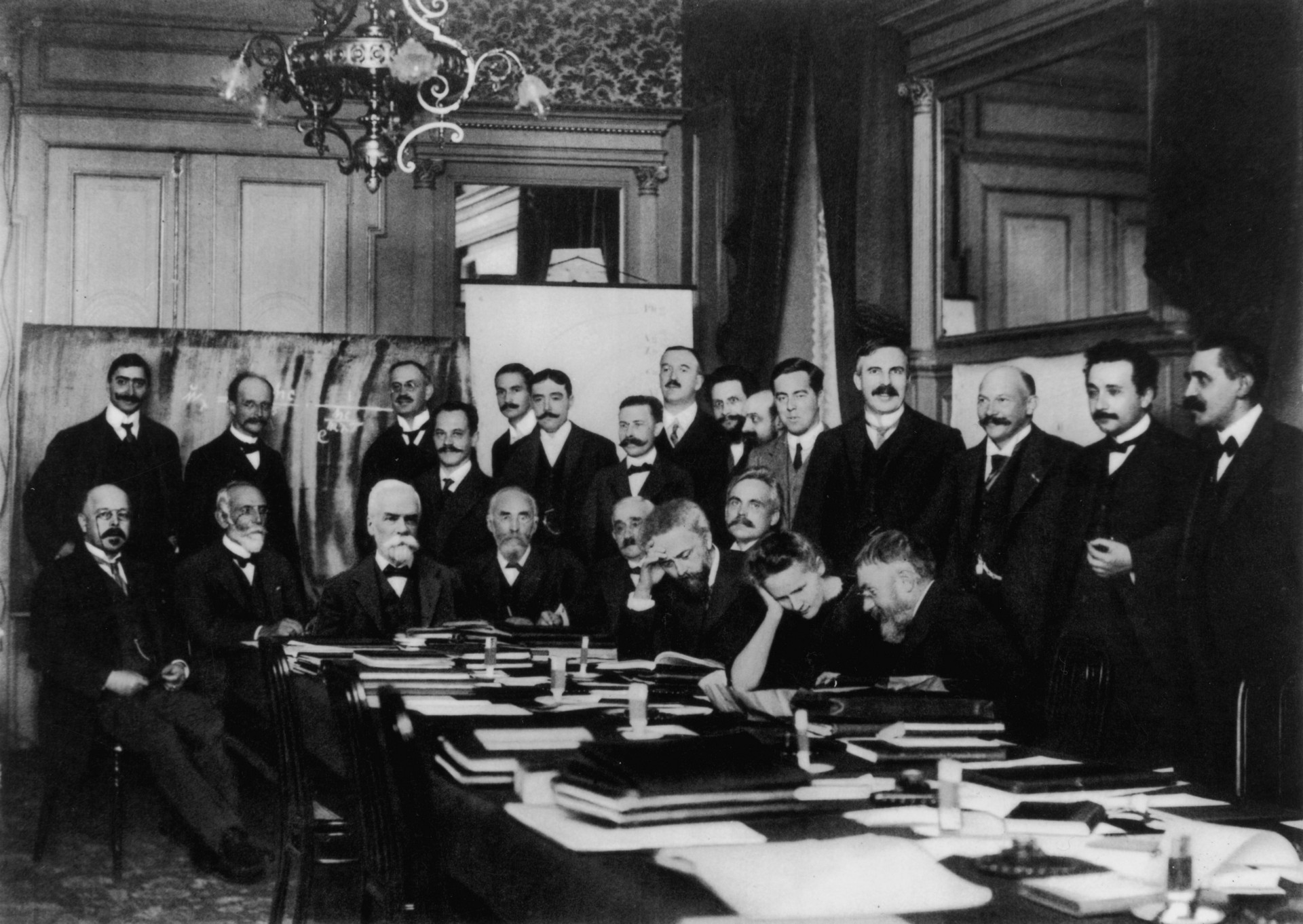
Les participants au premier congrès Solvay en 1911, dont Marie Curie, Ernest Rutherford, Max Planck et Albert Einstein.

En 1899, Ernest Rutherford, jeune physicien d'origine néo-zélandaise, découvre deux nouveaux types de radiations, moins pénétrantes que les rayons X, qu'il nomme rayons alpha et bêta. En 1903, faisant le lien entre ces rayonnements et les découvertes des Curie, il émet l'hypothèse que les éléments radioactifs réunis autour de l'uranium et du thorium seraient liés entre eux, l'élément le plus lourd perdant spontanément de sa substance par désintégration pour donner naissance à un élément plus léger et ainsi de suite. En 1911, à la suite d'une expérience devenue célèbre, Rutherford propose une nouvelle représentation de la structure de l'atome : un noyau chargé positivement autour duquel gravitent des charges négatives, les électrons. En utilisant la théorie quantique amorcée par l'Allemand Max Planck, le Danois Niels Bohr raffine le modèle de Rutherford en démontrant que les électrons ne s'effondrent pas sur le noyau par attraction mais restent à un niveau donné (modèle de Bohr). Enfin, en 1919, Rutherford prouve que le noyau de l'atome d'hydrogène est présent dans les autres noyaux et le nomme proton. Il propose ensuite l'existence dans le noyau, aux côtés des protons, de particules neutres, non chargées.
En 1930, les Allemands Walther Bothe et Herbert Becker, observent que les éléments légers lithium, béryllium et bore, bombardés par des rayons alpha, émettent à leurs tours des rayons « ultra pénétrants ». Intrigués par ces résultats, Irène Curie, fille de Pierre et Marie Curie, et son mari, Frédéric Joliot, cherchent à comprendre la nature de ce rayonnement et découvrent, en janvier 1932, qu’il a la propriété de mettre en mouvement des protons. Cette observation conduit, le mois suivant, l'Anglais James Chadwick, ancien disciple de Rutherford, à la découverte de la dernière pièce du puzzle atomique : les neutrons.

### Découverte de l'énergie nucléaire (1933-1939)
« Nous sommes en droit de penser que les chercheurs, brisant ou construisant les éléments à volonté, trouverons le moyen de réaliser de véritables transmutations à caractère explosif, véritables réactions chimiques en chaîne. »

— Frédéric Joliot-Curie, discours officiel de réception du prix Nobel de chimie, le 12 décembre 1935.
Les travaux de Frédéric Joliot et Irène Curie vont vraiment donner naissance à la physique nucléaire. Fin 1933, en bombardant une feuille d'aluminium par un rayonnement alpha, ils mettent en évidence la production de phosphore 30 radioactif, isotope du phosphore. Ils en déduisent qu'il est possible de fabriquer par irradiation de nouveaux éléments radioactifs. Dès le début, ils entrevoient toutes les applications qu'il serait possible d'en tirer, notamment dans le domaine médical, avec le traçage par des éléments radioactifs. Pour cette découverte, ils obtiennent le prix Nobel de chimie de 1935.
En 1934, l'Italien Enrico Fermi constate que les neutrons ralentis (par un trajet dans la paraffine par exemple) ont une efficacité beaucoup plus grande que les neutrons ordinaires. Des matériaux ralentisseurs ou « modérateurs », comme l'eau lourde, sont donc à prévoir dans les futures installations. De nombreux laboratoires de recherche européens bombardent des noyaux pour en analyser les effets. Il revient à Lise Meitner et Otto Frisch, deux Allemands exilés en Suède, de trouver en décembre 1938 une explication capitale de l'énergie nucléaire avec le phénomène de la fission. En février 1939, Niels Bohr met en évidence le fait que sur les deux isotopes contenus dans l'uranium naturel : 238U et 235U, seul l'uranium 235 est « fissile ». Il est toutefois le plus rare (0,72 % de l'uranium). Pour obtenir un combustible plus réactif, il y a donc nécessité d'enrichir le minerai d'uranium pour augmenter la proportion de matériau fissible.

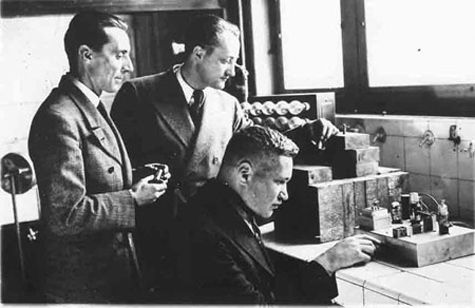
Frédéric Joliot, Hans von Halban et Lew Kowarski au laboratoire en 1933.

Enfin en avril 1939, les Français Frédéric Joliot-Curie, Hans von Halban, Lew Kowarski et Francis Perrin publient dans la revue Nature, peu de temps avant leurs concurrents américains, un article fondamental pour la suite des événements démontrant que la fission du noyau de l'uranium s'accompagne de l'émission de 3,5 neutrons (corrigé à 2,4 plus tard) qui peuvent à leur tour fragmenter d'autres noyaux et ainsi de suite, par un phénomène de « réaction en chaîne ».
Début mai 1939, les quatre Français déposent trois brevets : les deux premiers traitent de la production d'énergie à partir d'uranium et le troisième, secret, du perfectionnement des charges explosives,. Joliot, convaincu de l'importance future des applications civiles et militaires de l'énergie atomique, rencontre Raoul Dautry, ministre de l'Armement, au début de l'automne 1939. Ce dernier le soutient totalement, en premier pour les développements d'explosifs et, en second lieu, pour la production d'énergie.
Dès juillet 1939, les expériences sur la libération d’énergie par réaction en chaîne commencent au laboratoire du Collège de France et se poursuivent au Laboratoire de Synthèse Atomique,,. Pour asseoir ses brevets, Joliot tisse un réseau industriel autour de lui, notamment par un accord entre le CNRS et l'Union minière du Haut Katanga, détentrice de l'uranium du Congo belge.
À l'automne 1939, l’équipe Joliot se rend compte que la France n'a pas les moyens d'enrichir l'uranium naturel en son isotope fissile (235U) et s'oriente vers l'utilisation de l'eau lourde pour construire une pile atomique. En février 1940, sur demande du Collège de France, Raoul Dautry envoie donc Jacques Allier en mission secrète en Norvège pour récupérer le stock entier d'eau lourde de la société Norsk Hydro (à capital en partie français), stock que l'Allemagne convoite aussi.

### Suspension des recherches en France (1940-1945)

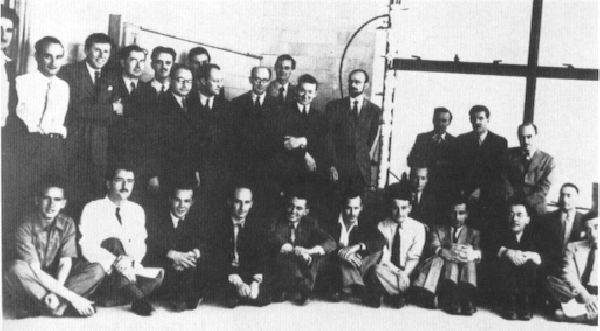
Les chercheurs du laboratoire de Montréal en 1944, dont les Français Hans Halban, Pierre Auger et Bertrand Goldschmidt.

L'invasion de la France par l'Allemagne en mai 1940 contraint l'arrêt des travaux. Début juin, le laboratoire est déménagé en toute hâte de Paris à Clermont-Ferrand mais la guerre est déjà perdue. Le 18 juin 1940, tandis que le général de Gaulle lance son fameux appel à la radio de Londres, Hans Halban et Lew Kowarski embarquent à Bordeaux pour le Royaume-Uni, accompagnés du stock d'eau lourde. Le stock d'uranium est caché au Maroc et en France. Joliot ne part pas, il reste auprès de sa femme malade et retrouve son poste au Collège de France. Joliot vit une période compliquée, marquée par l’arrivée dans son laboratoire de physiciens allemands intéressés par le cyclotron du Collège de France. Après un interrogatoire, pour garder son laboratoire, Joliot-Curie accepte de travailler avec les physiciens allemands menés par Wolfgang Gentner avec qui il a étudié au laboratoire Curie. Il s’engage dans la résistance, en 1941-1942, au Front national de lutte pour la libération et l'indépendance de la France, un mouvement de la résistance intérieure créé par le Parti communiste français puis dans la clandestinité en avril 1944.
Les membres exilés du Collège de France livrent les secrets français aux Alliés (d'abord aux Britanniques, qui développement un projet de bombe atomique à travers la Commission MAUD), mais sont exclus (à l'exception de Bertrand Goldschmidt) du programme nucléaire des États-Unis pour des raisons économiques (les trois brevets) et politiques (méfiance envers de Gaulle et Joliot). Isolés au laboratoire Cavendish de Cambridge puis au laboratoire de Montréal à partir de la fin de l'année 1942, ils contribuent aux travaux réalisés par une équipe anglo-canadienne. Sous la direction de Louis Rapkine, un bureau scientifique auprès de la Délégation de la France libre est installé à New York peu après l'entrée en guerre des États-Unis en décembre 1941. C'est par ce biais que des savants français en exil, comme Pierre Auger et Jules Guéron sont intégrés, non aux équipes américaines car ils refusent d'en prendre la nationalité, mais au projet anglo-canadien dirigé par Halban. Le savoir qu'ils accumulent sera déterminant pour la reprise des recherches françaises dans ce domaine.
Le 11 juillet 1944, Pierre Auger, Jules Guéron et Bertrand Goldschmidt informent secrètement le général de Gaulle, en visite à Ottawa (Canada), du projet Manhattan des États-Unis. Sitôt Paris libéré, en août 1944, un premier groupe de savants français, dont Auger, revient de Montréal. En avril 1945, les villes dans lesquelles s’étaient repliés les atomistes allemands tombent aux mains de la 1re armée française, mais les hommes de l’opération Alsos perquisitionnent les laboratoires, dont la pile atomique d'Haigerloch, capturent les scientifiques du Reich et ne laissent rien derrière eux, si ce n'est quelques techniciens. Écarté par les Anglo-saxons, dépossédé de sources d'uranium et ayant effectué de maigres prises de guerre, le programme nucléaire français va devoir se faire indépendamment.

## La genèse d’un programme nucléaire (1945–1952)
Dès mars 1945, alors que la guerre n'est pas terminée, Raoul Dautry (alors ministre de la Reconstruction et de l'Urbanisme du Gouvernement provisoire) informe le général de Gaulle (alors président du Gouvernement provisoire) que le nucléaire bénéficierait à la reconstruction. Les progrès réalisés par la recherche américaine dans le domaine sont révélés au grand public par les bombardements atomiques d'Hiroshima et Nagasaki les 6 et 9 août 1945. Le 31 août, de Gaulle charge Raoul Dautry et Frédéric Joliot (directeur du Centre national de la recherche scientifique) de proposer une organisation capable de fédérer la recherche pour rétablir la position de la science atomique française dans le monde,.

### Création du Commissariat à l'énergie atomique
« Hélas, c’est par le fracas de l’explosion de Hiroshima que cette nouvelle conquête de la Science nous fut révélée. En dépit de cette apparition terrifiante, je suis convaincu que cette conquête apportera aux Hommes plus de bien que de mal. »

— Frédéric Joliot-Curie, discours à l’Académie nationale de médecine, le 18 décembre 1945.
Le 18 octobre 1945, de Gaulle crée le Commissariat à l'énergie atomique (CEA). Cet organisme, dépendant directement du président du Conseil, a vocation officielle à « poursuivre les recherches scientifiques et techniques en vue de l’utilisation de l’énergie atomique dans divers domaines de l’industrie, de la science et de la Défense nationale »,. Le CEA devra gérer l'énergie atomique, de la prospection d'uranium à la construction de réacteurs électrogènes. Pour satisfaire savants et politiques, la direction du commissariat est partagée entre les deux personnalités que sont Joliot, en qualité de haut-commissaire à l'énergie atomique, et Dautry, en tant qu’administrateur général délégué du gouvernement,.
Sous l'influence de Joliot, adhérent au Parti communiste français, l'opposition à l'utilisation militaire de l'atome se répand au sein du CEA. Devenu haut-commissaire, il souhaite que la France adopte une position opposée au nucléaire militaire (interdiction de la fabrication d'armes atomiques et interdiction au niveau mondial) et se concentre sur la construction de grands réacteurs électrogènes. La France étant en position de neutralité entre les deux superpuissances et les militaires ayant besoin de moyens pour gérer la décolonisation, cette position politique est affirmée le 25 juin 1946 par l'ambassadeur Alexandre Parodi devant la première commission de l'énergie atomique de l'ONU. Elle sera la position officielle de la quatrième République, lui permettant de dissimuler sa faiblesse puis ses secrets.
Bien que l'accord de Québec entre les États-Unis et le Royaume-Uni, conclu en août 1943, interdise la divulgation de leurs travaux sur le nucléaire, les Britanniques laissent tout de même les derniers savants français rentrer dans leur pays avec quelques notes car ils estiment avoir une dette envers la France. Ainsi, en 1946, les « Canadiens » Lew Kowarski, Jules Guéron et Bertrand Goldschmidt ne rentrent pas à Paris les poches vides et sont directement intégrés au CEA. Ces notes vont constituer le socle des connaissances françaises dans le domaine et permettre au Commissariat de former la première génération d’atomistes nationaux, civils et militaires. Le 8 mars 1946, le CEA s'installe dans le fort de Châtillon, à Fontenay-aux-Roses, au sud-ouest de Paris. Son premier plan d'action prévoit dans l'immédiat la mise en route de deux piles, une à l'eau lourde et l'autre au graphite, et dans les dix ans la construction d'une centrale nucléaire de 100 mégawatts électriques (MWe),.

### Ruée vers l'uranium
Pour réaliser le programme du CEA en toute indépendance, la France a besoin d'uranium dont elle maîtrise les sources. Dès l’été 1945, plus aucun permis d’exploration n’est accordé dans les colonies françaises. Le stock d'avant Guerre, rapatrié du Maroc dans le plus grand secret, est à peine suffisant pour construire une première pile. Cependant, la présence de minerais d'uranium sur le territoire français, dans le Morvan, et à Madagascar, était avérée depuis le XIXe siècle. À partir de mars 1946, c'est là que des commandos de prospection, formés en quelques mois au Laboratoire de Minéralogie du Muséum d’histoire naturelle, vont entamer leurs recherches.
Les premiers prospecteurs du CEA, d'anciens maquisards, parcourent le territoire, compteur Geiger à la main. En deux ans, l’effectif de la Direction des Recherches et Exploitations Minières (DREM) du CEA passe de 10 à presque 300 personnes. Fin novembre 1948, un premier gisement d'uranium est découvert à Saint-Sylvestre, dans le Limousin. Ce gisement, dit de La Crouzille, entre en exploitation le 10 juillet 1950. Il est suivi de nombreux autres en Vendée (1951), en Bretagne, en Auvergne (1954) et dans le Languedoc (1957), exploités par le CEA ou des acteurs privés. En dix ans, la France devient le premier producteur européen d'uranium. Un total de 217 mines seront exploitées jusqu'en 2001.
En dehors du territoire métropolitain, les recherches menées à Madagascar et en Côte d’Ivoire (1946) puis au Maroc (1947), au Congo français (1948), en Algérie et au Cameroun (1950) ne sont pas concluantes. Pour favoriser la prospection dans les colonies, le monopole des recherches du CEA est aboli en 1954. La prospection aérienne facilite la tâche, notamment au-dessus du Sahara. En 1956, le premier gisement de grande ampleur est découvert à Mounana au Gabon,. La réserve la plus importante est découverte au Niger, à Arlit et Imouraren, en 1965,. L’activité de prospection s’étend même au-delà des possessions françaises, comme dans l'Ouest canadien (Cluff Lake, 1968),. Ces gisements, principales sources d'approvisionnement de la France, deviennent, quand ils ne le sont déjà, étranger avec la décolonisation mais restent détenus par le CEA. Ils feront de son successeur, la Compagnie générale des matières nucléaires (Cogema), le premier producteur d’uranium naturel du bloc de l'Ouest en 1980.

### Zoé, la première pile atomique française

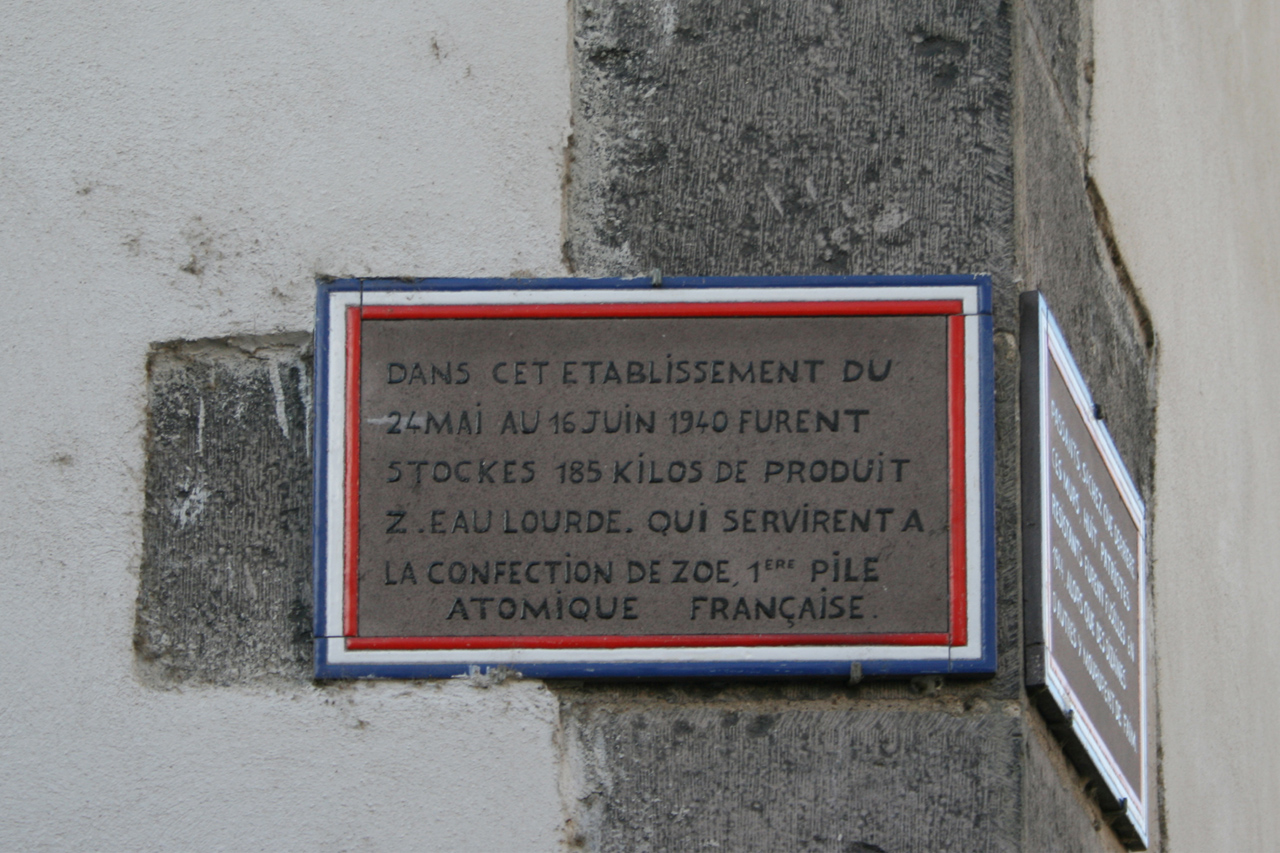
Plaque commémorative sur le site de stockage des combustibles de Zoé, la première pile atomique française.

En janvier 1948, le CEA met en place une usine dans une enclave de la poudrerie du Bouchet, à proximité de Ballancourt-sur-Essonne, pour raffiner le minerai d'uranium en oxyde pur. Mais la transformation de ce produit en uranium métallique s’avérant difficile, la construction d'un réacteur est retardée. Aussi, pour satisfaire public et politiques au plus vite et assurer au CEA les subventions dont il a besoin, la décision est prise de fabriquer un petit réacteur employant l'oxyde d’uranium naturel comme combustible, même si son intérêt technique sera limité.
Le graphite produit en France étant encore trop impur pour servir de modérateur, Kowarski, fort de son expérience avec la pile atomique à eau lourde canadienne ZEEP, est chargé d'en construire une similaire. La première pile atomique française fonctionne pour la première fois (« diverge ») le 15 décembre 1948. La pile soviétique étant encore secrète, EL1 ou « Zoé » est alors la première pile atomique en fonction hors d’un pays anglophone et objet de fierté nationale,. Elle ne dégage que quelques kilowatts, mais va permettre des études de physique pour mieux comprendre les réactions nucléaires ainsi que la production de radioéléments pour la recherche et l’industrie.
Le 20 novembre 1949, grâce à un procédé que Goldschmidt et ses collaborateurs ont mis au point au Canada, les quatre premiers milligrammes de plutonium sont isolés de combustibles irradiés, retirés de la pile Zoé. L’événement est considérable car l’élément artificiel est essentiel pour concevoir une première bombe atomique. La même année, le fort de Châtillon devenant exigu, commence, au sud de Paris, la construction des bâtiments du centre de Saclay, conçu par Auguste Perret,. En 1952, un accélérateur Van de Graaff y est mis en service et la seconde pile à eau lourde (EL2) y divergera. Plus puissante, utilisant l'uranium métallique et refroidie par gaz, elle est destinée aux expériences de physique et de métallurgie ainsi qu'à la production de radioéléments artificiels en quantités plus importantes,.
Après le coup d'État de Prague et le blocus de Berlin, l'Union soviétique fait exploser sa première bombe atomique ; la guerre froide commence. Frédéric Joliot, en toute connaissance de cause, lance l'appel de Stockholm le 19 mars 1950 puis va trop loin pour les autorités le mois suivant en déclarant : « Jamais les scientifiques progressistes, les scientifiques communistes, ne donneront une parcelle de leur science pour faire la guerre contre l'Union soviétique. »,. Il est immédiatement relevé de ses fonctions. Raoul Dautry en profite pour réorganiser le CEA et, l’année suivante, place à sa tête Francis Perrin, qui n'a pas signé l'appel. Le 21 août 1951, Dautry meurt. Il est remplacé le 8 novembre par Pierre Guillaumat, compagnon de la Libération. Ce dernier va exclure les savants communistes et donner une nouvelle direction militaro-industrielle au Commissariat,.

## Le déploiement du programme nucléaire (1952–1969)
Le CEA n'ayant pas alors les moyens techniques et financiers d'enrichir l'uranium naturel en son isotope fissile (235U), il ne peut pas fabriquer d'armes nucléaires ni développer de réacteurs à eau légère. La technologie des réacteurs à eau lourde, déjà familière, est une solution mais fabriquer ce combustible nucléaire s’avère coûteux. La France, comme le Royaume-Uni avant elle (au site de Windscale), s'oriente donc vers la technologie des piles atomiques au graphite. Cette filière nucléaire utilise l'uranium naturel comme combustible, le graphite comme modérateur de neutrons et un gaz comme fluide caloporteur pour refroidir le cœur et extraire la chaleur vers un circuit eau-vapeur entrainant le turbo-alternateur. Les trois premiers du genre vont permettre à la France de fabriquer la bombe, les suivants vont lancer l'aventure du parc électronucléaire national.

### Des réacteurs plutonigènes
« Fabriquer de l'or est peu de chose auprès de ce qu'a réussi l'alchimie moderne en fabriquant du plutonium, qui vaut beaucoup plus que l'or et deviendra plus vite que l'or la source de la richesse et de la puissance du pays. »

— Félix Gaillard, Secrétaire d'État aux Finances, 3 juillet 1952.
Le 24 juillet 1952, le premier plan quinquennal de l'énergie nucléaire est voté à l’Assemblée nationale. Le plan prévoit la construction de deux réacteurs expérimentaux sur le site nucléaire de Marcoule, dont les travaux commenceront en 1955, complétés rapidement par un troisième. En plus de l'électricité, ces réacteurs produiront, pour un coût annoncé trois fois inférieur à celui de l'uranium hautement enrichi, du plutonium en assez grande quantité pour permettre officiellement un programme civil de réacteurs surgénérateurs et officieusement un programme militaire,.

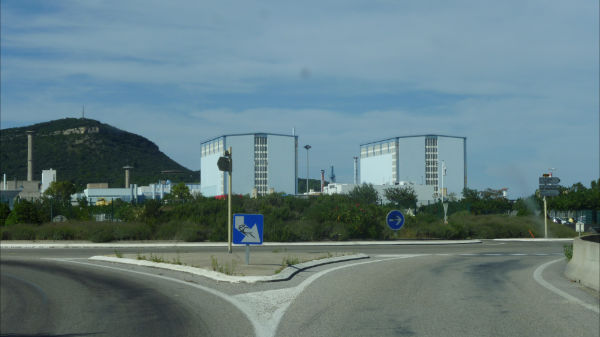
Les réacteurs G2 et G3 du site nucléaire de Marcoule. En service en 1958 et 1959.

Le premier réacteur (G1) diverge le 7 janvier 1956. Refroidi par air, il s’agit encore d’un équipement prototypique de puissance limitée (40 MWt), optimisé pour la production de plutonium, qui produit moins d’énergie électrique qu'il n'en consomme. Avec G1 commence pourtant la collaboration entre le CEA et l'industrie grâce notamment à un accord passé avec Électricité de France (EDF) pour la production d'électricité (2 MWe) qui débute le 28 septembre,. Les deux réacteurs suivants, G2 en 1958 et G3 en 1959, refroidis par gaz carbonique sous pression, sont plus puissants (150 MWt, 40 MWe) et constitueront la tête de série de la filière électrogène à venir. Pour extraire le plutonium du combustible usagé, une usine de retraitement (UP1) est mise en service à leurs côtés en 1958.
Concernant l'aspect militaire, la décision de fabriquer une bombe atomique est prise fin 1954 par le gouvernement Pierre Mendès France mais elle ne devient officielle qu'après l'investiture de Charles de Gaulle comme président du Conseil, le 1er juin 1958. Dès le 17 juin, lors du premier Conseil de défense, de Gaulle met un terme au projet de coopération nucléaire militaire franco-germano-italienne amorcé en 1955 et accélère le programme national en confirmant la date de la première expérience militaire française. La maîtrise du nucléaire et la détention de l’arme atomique comme arme de dissuasion sont au cœur de la politique d’indépendance nationale voulue par De Gaulle, tant dans le domaine militaire que le domaine énergétique. Conformément au calendrier fixé, la première bombe atomique française, « Gerboise bleue », explose le 13 février 1960 sur le site d'essais de Reggane, en Algérie.

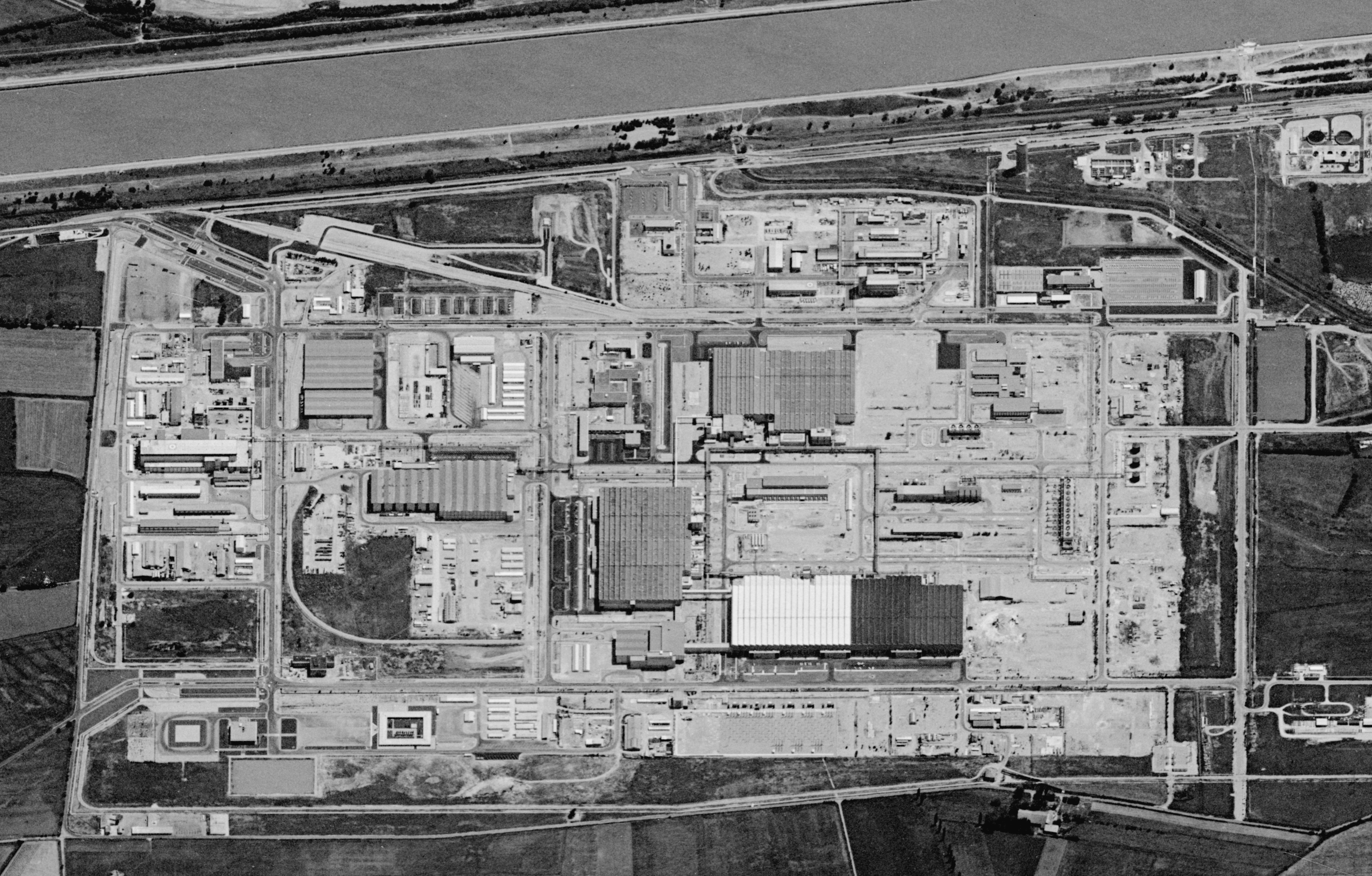
L'usine militaire de Pierrelatte, photographiée par un satellite de reconnaissance américain en 1967.

À Saclay, une troisième pile à eau lourde (EL3) est inaugurée en juillet 1957. Elle utilise de l'uranium enrichi fourni par les États-Unis qui, depuis l'Atomic Energy Act de 1954 (en), ont assoupli leur politique de non-prolifération. Cependant, pour maîtriser l’ensemble du cycle du nucléaire, tant militaire que civil, il convient de pouvoir produire son propre combustible. À Saclay toujours, une usine pilote d'enrichissement de l'uranium par diffusion gazeuse (PS1) entre donc en fonction en avril 1958. Après que l'idée d'une usine franco-britannique puis européenne a tourné court, indépendance nationale oblige, les travaux d'une usine militaire d'enrichissement d'uranium démarrent fin 1958. Le procédé retenu étant très gourmand en électricité, le complexe industriel est implanté à Pierrelatte, à proximité immédiate du barrage de Donzère-Mondragon. Les cascades d'enrichissement, dont les mises en service s'échelonnent de 1964 à 1967, permettent de produire de l’uranium hautement enrichi (20 % et plus d'isotope 235) pour la fabrication d'armes thermonucléaires,.

### Des réacteurs électrogènes

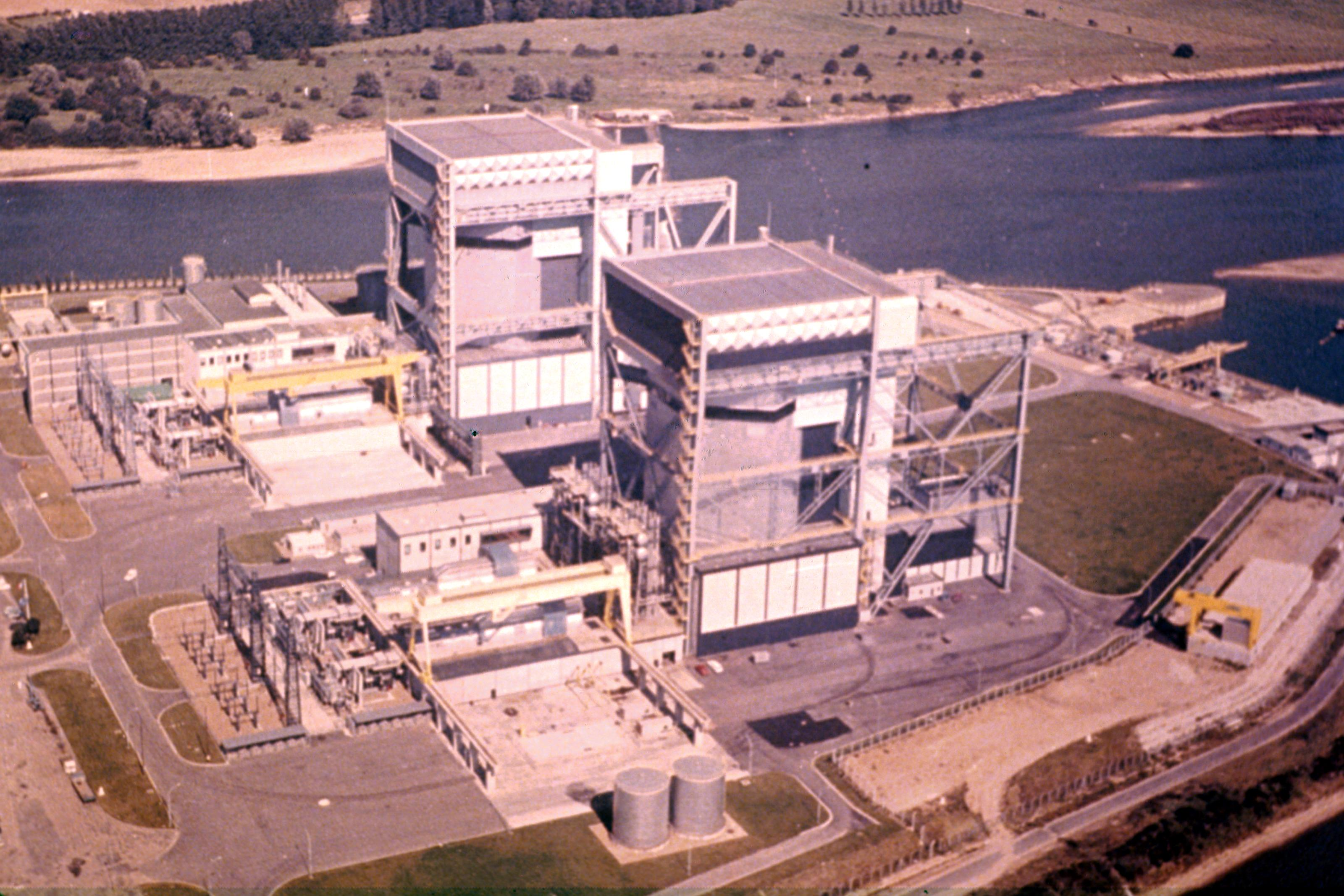
Les réacteurs UNGG EDF4 et EDF5 de la centrale nucléaire de Saint-Laurent-des-Eaux. En service en 1969 et 1971.

Après le succès des réacteurs expérimentaux de Marcoule, EDF est chargée de mettre en place le programme électronucléaire français avec des réacteurs du même type, Uranium naturel graphite gaz (UNGG). Pour atteindre au plus vite la compétitivité, l'entreprise publique lance des réacteurs de puissance croissante en tirant les leçons de la construction des précédents sans attendre qu'ils soient en service. Ainsi, dans le but de faire baisser les coûts, les prototypes se succèdent : trois sur le site de Chinon (EDF1, EDF2 et EDF3) puis deux à Saint-Laurent-des-Eaux (EDF4 et EDF5). Le dernier prototype, à Bugey, doit amorcer une série de six centrales identiques et ouvrir la voie vers les 1 000 MWe de puissance grâce à de nouveaux types de combustibles.
Mais alors que la construction de Bugey-1 progresse, les limites de la technologie UNGG apparaissent. Si entre 1957 et 1965, la puissance unitaire mise en chantier est passée de 70 MWe (EDF1) à 540 MWe (Bugey-1), au-delà le réacteur deviendrait difficilement contrôlable. Or augmenter la puissance, et donc réduire le coût du kilowatt-heure (kWh) produit, est le seul moyen de concurrencer les centrales thermiques nationales et les réacteurs à eau légère américains que les voisins européens commencent à adopter. N'y parvenant pas, aucun nouvel UNGG n'est construit et un seul sera exporté, à Vandellos en Espagne,. À la fin de la décennie, le nucléaire graphite-gaz ne fournit que 5 % de l'électricité produite en France et son avenir est d'autant plus incertain que le prix du pétrole est au plus bas.

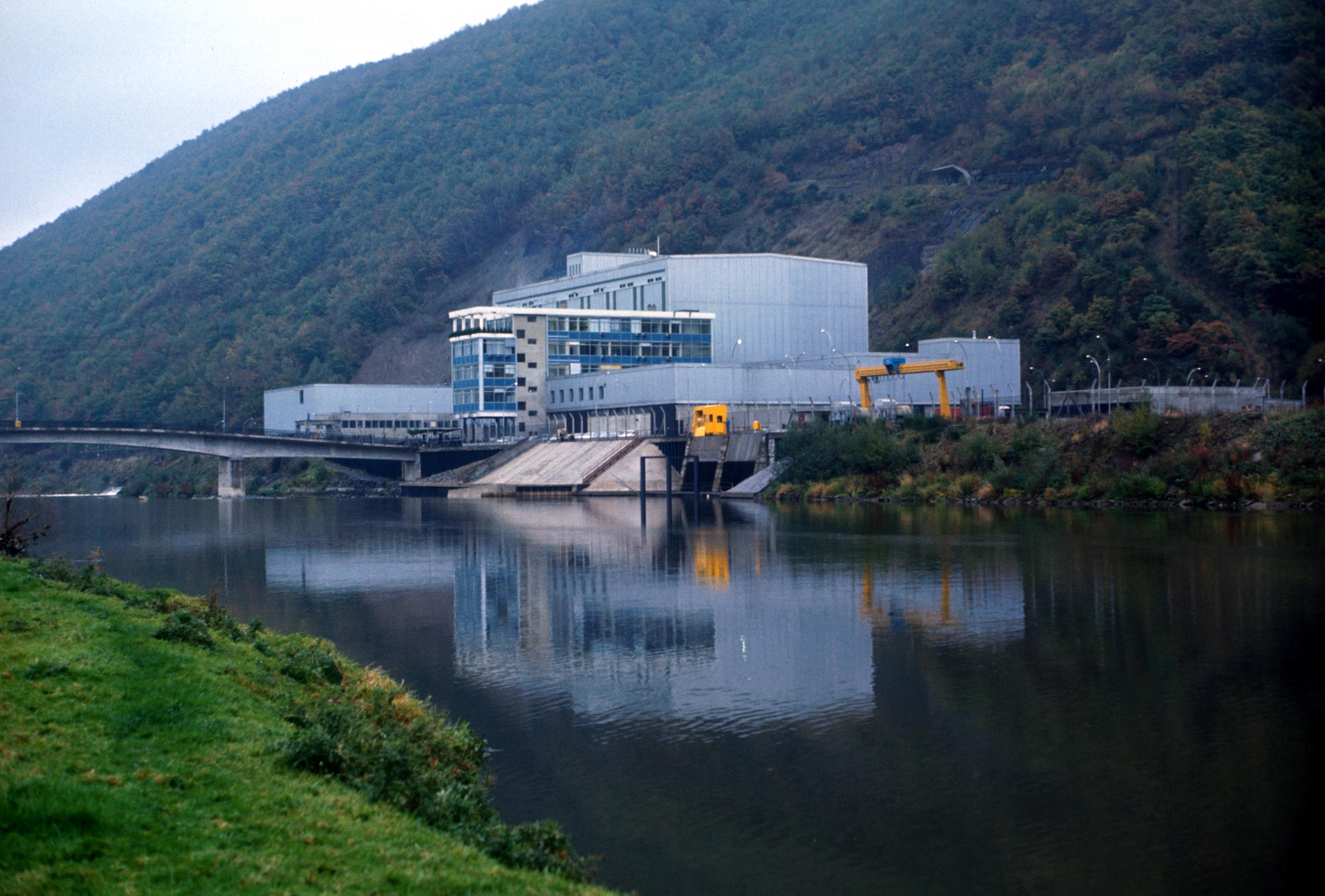
Le réacteur franco-belge de Chooz A, en partie enterré sous une colline, est le premier REP civil en France ; il est mis en service en 1967.

Dans le même temps, ne voulant pas se cantonner à la filière française UNGG, EDF expérimente discrètement d'autres technologies :
- ainsi, dans le cadre d'Euratom, électriciens français et belges s'associent pour construire en 1966 un réacteur à eau pressurisée (REP) américain à proximité de la frontière entre la Belgique et la France: le prototype de la centrale des Ardennes (rebaptisée ensuite Chooz A)[93]. La Belgique n'est pas à son premier essai en la matière puisqu'elle a déjà accueilli en 1962, à Mol, le premier REP américain en Europe (BR-3)[94] ;
- dans le cadre d'un partenariat avec la Suisse, un autre réacteur, à eau bouillante (REB) cette fois, est envisagé à Kaiseraugst, mais après de nombreux reports le projet est abandonné[95].

Le CEA, confiant en ses UNGG, fait de même mais pour préparer l'avenir :
- en participant à un prototype britannique de réacteur à haute température (Dragon) en 1964 ;
- en construisant un réacteur expérimental modéré à l'eau lourde et refroidi au gaz carbonique (EL4), à Brennilis en 1966 ;
- puis un réacteur à neutrons rapides (Rapsodie), en 1967. Ce dernier sera le précurseur de Phénix et Superphénix.

### Des réacteurs de recherche
Pour accueillir Rapsodie et étudier la propulsion nucléaire navale, le centre de Cadarache, près de Manosque, est créé en 1960. Il s’agit du cinquième centre d'études nucléaires non exclusivement militaires après le fort de Châtillon, Saclay, Marcoule et Grenoble. Pendant les années 1960, dix réacteurs de recherche sont mis en service, soit en moyenne deux par centre : Minerve (1959), Marius (1960), Peggy (1961), César (1964), Éole (1965) et Isis (1966) sont des maquettes critiques destinées aux calculs de neutronique sur les réseaux combustibles des différentes réacteurs nucléaires ; Cabri (1963) étudie les « excursions de puissance » ; Pégase (1963) et Osiris (1966) permettent d'étudier les matériaux et combustibles des centrales nucléaires. De plus, Osiris produit du silicium dopé et des radioéléments pour l'industrie et l'utilisation médicale, notamment du technétium 99m, dont il est l'un des trois seuls producteurs au monde. Harmonie (1965) et Masurca (1966) réalisent des expériences sur la surgénération. Enfin, le réacteur à Haut Flux (RHF), source de neutrons la plus intense au monde, permet des recherches fondamentales sur les matériaux à partir de 1971. Phébus et Orphée viennent compléter le dispositif de recherche en 1978 et 1980 pour respectivement simuler des accidents pouvant affecter les REP et seconder le RHF.

## Le tournant industriel (1969–1983)

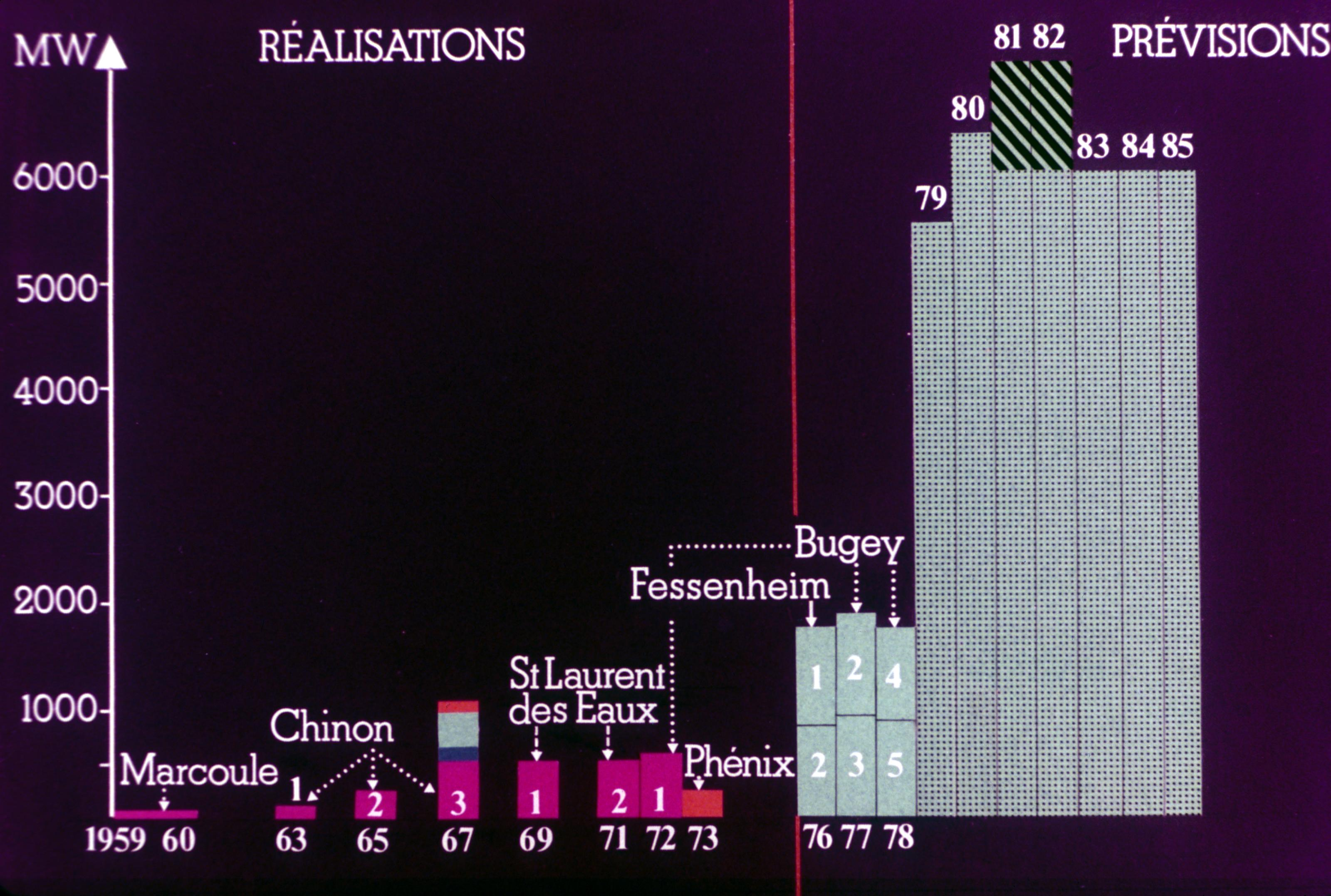
Calendrier prévisionnel de l'énergie nucléaire en France sur la période 1959 –1985.

Au début des années 1960, la commission pour la production d'électricité d'origine nucléaire (commission Péon), créée en 1955 afin d'évaluer les coûts liés à la construction de réacteurs nucléaires, préconise le développement de l’énergie nucléaire pour pallier le manque de ressources énergétiques nationales. Deux positions vont alors s’affronter : celle du CEA, qui préconise la filière nationale bicéphale (civile et militaire) UNGG, et celle d'EDF, qui souhaite développer la filière « américaine » (uranium enrichi et eau légère) plus compétitive. Un rapport technique comparant les deux, réalisé conjointement par le CEA et EDF en janvier 1967, établit que le kWh produit avec un réacteur UNGG est presque 20 % plus cher que celui produit par un réacteur à eau pressurisée (REP) de même puissance (500 MWe). Le général de Gaulle, qui tient à l’indépendance nationale, autorise toutefois en décembre la construction de deux réacteurs UNGG à Fessenheim, dans le Haut-Rhin, tout en poursuivant avec la Belgique l’étude des REP,. Après Chooz, cette coopération va donner naissance à la centrale de Tihange en 1975. Entièrement conçue, dans le cadre d'un transfert de technologie, par les bureaux d'études français et belges, cette centrale très puissante pour l’époque (950 MWe), va permettre aux deux pays de maîtriser la filière.

### Abandon de la filière UNGG
« Continuer, en France, dans nos petites frontières, à poursuivre une technique à laquelle le monde ne s'intéresse pas, cela n'a plus de sens aujourd'hui. »

— Marcel Boiteux, directeur général d'EDF, lors de l'inauguration du réacteur EDF4, le 16 octobre 1969.

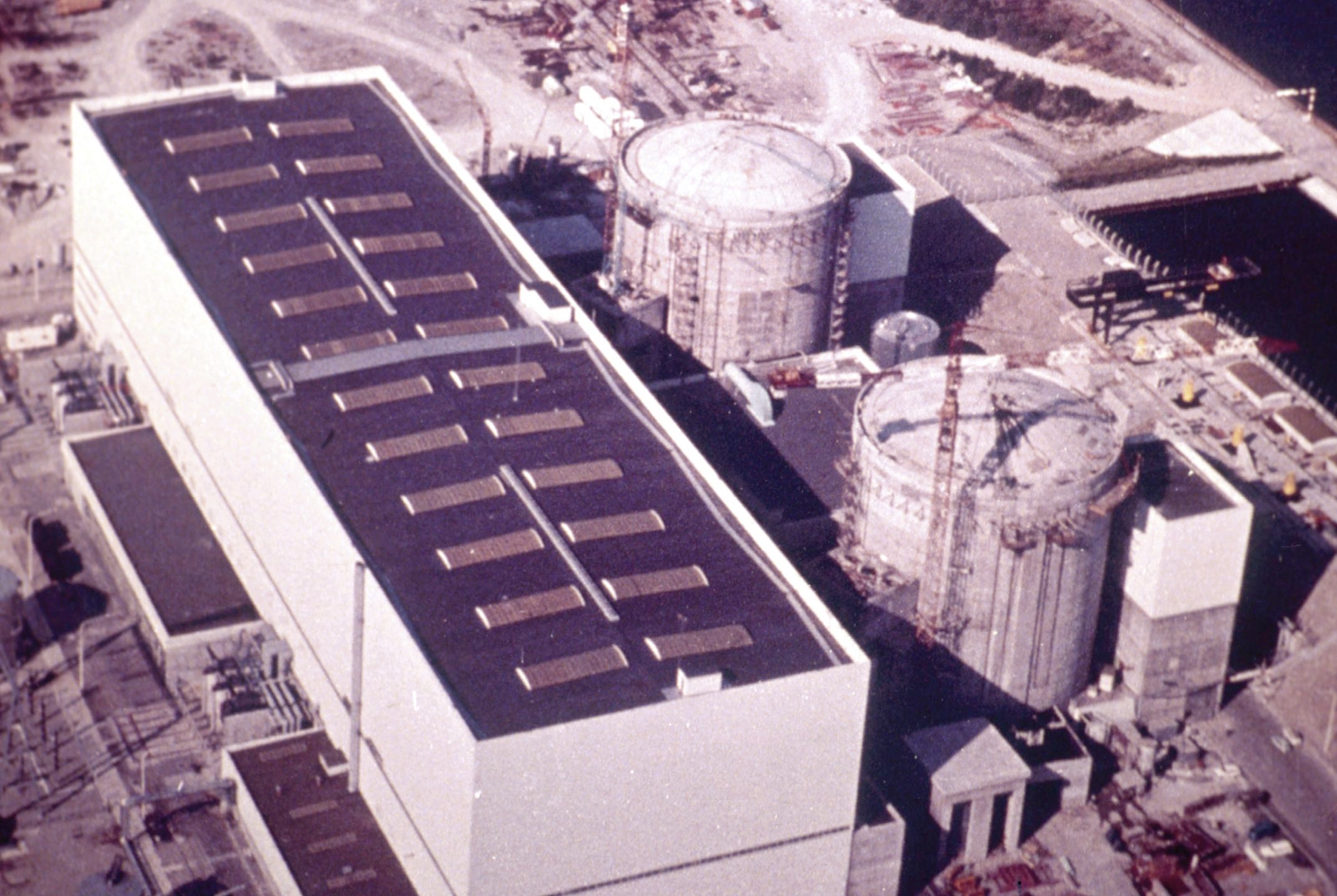
La centrale de Fessenheim en construction. Les deux premiers REP du palier CP0.

L'appel d'offres pour équiper Fessenheim en UNGG est un fiasco car chaque industriel avance un prix, non compétitif, couvrant son risque propre. Le 15 novembre 1968, la commission de l’énergie recommande de baser le choix de filière sur des critères économiques et de Gaulle se résigne à l'inéluctable. C'est cependant à son successeur nouvellement élu, Georges Pompidou, et au gouvernement Jacques Chaban-Delmas que revient la responsabilité d'abandonner officiellement la filière nationale au profit des réacteurs à eau légère, par décision interministérielle du 13 novembre 1969. Les deux arguments invoqués sont d’une part la simplicité et la sûreté de ces réacteurs et d'autre part l’assise technique et financière des sociétés américaines qui les commercialisent. Les déboires des Britanniques avec la filière AGR et la fusion partielle du cœur du réacteur A1 de la centrale de Saint-Laurent-des-Eaux, survenue un mois auparavant, pèsent aussi dans la décision des pouvoirs publics.

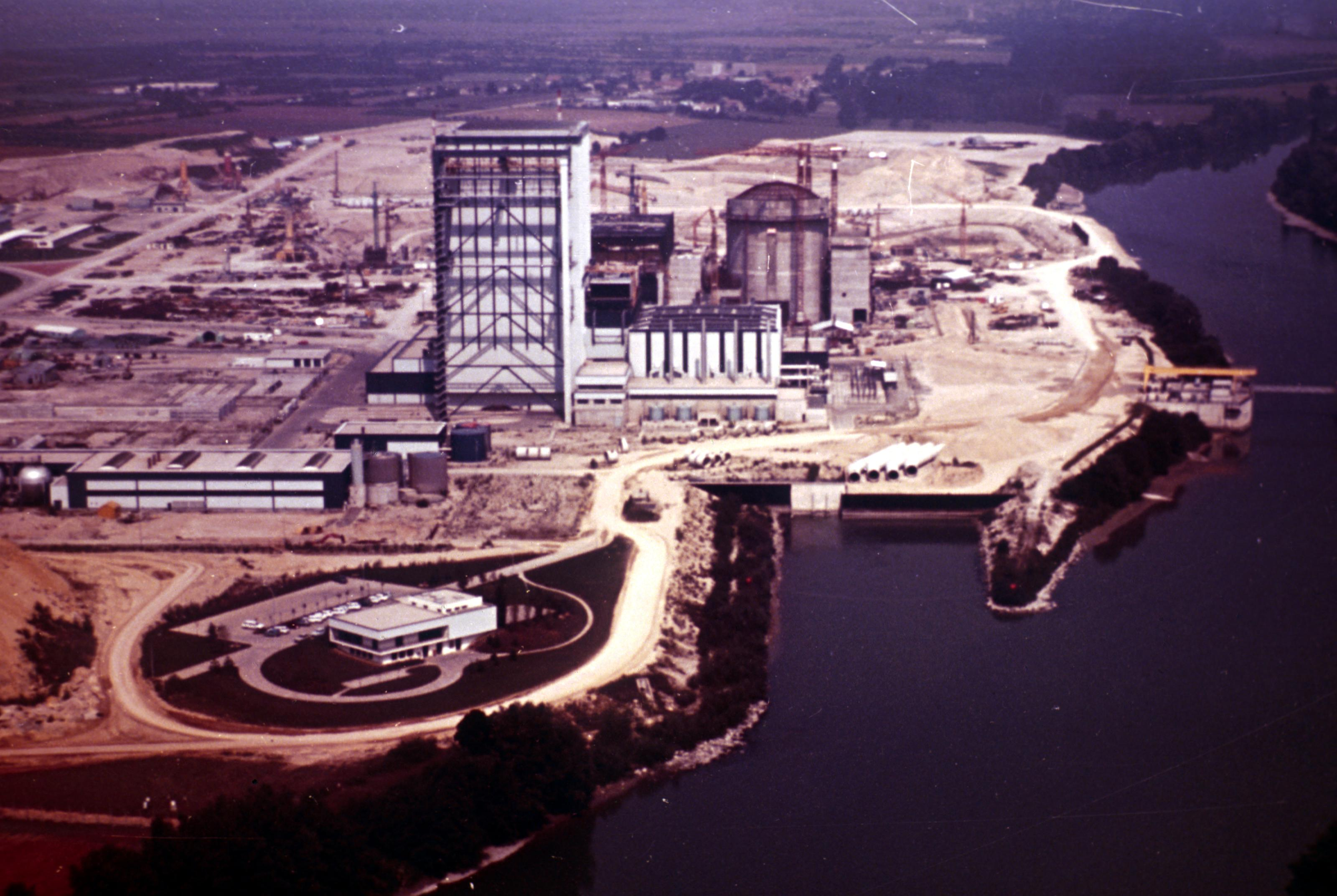
Les deux premières tranches REP de la centrale du Bugey (CP0), en construction derrière le réacteur UNGG

La commission Péon propose l'engagement, avant 1976, de quatre ou cinq réacteurs à eau légère car l'achat d'uranium, même enrichi aux États-Unis, lui semble plus économique à terme que l'importation de pétrole. Deux sociétés vont alors s’affronter pour fournir à EDF ses « chaudières nucléaires » : Framatome, exploitant le brevet de Westinghouse pour la technologie des réacteurs à eau pressurisée (REP), et la Compagnie générale d'électricité (CGE), exploitant le brevet de General Electric pour la filière des réacteurs à eau bouillante (REB). Pour ce qui est des groupes turbo-alternateurs, deux technologies sont en concurrence : celle d'Alsthom, devenu filiale de la CGE, et celle de la Compagnie Électro-Mécanique, filiale du Suisse Brown, Boveri & Cie (BBC).
À la suite d'un nouvel appel d'offres, EDF retient en 1970 la proposition de Framatome, moins chère que celle de CGE. Deux copies francisées du réacteur à eau pressurisée de la centrale de Beaver Valley, équipées de turbines Alsthom, seront donc construites à Fessenheim au lieu des deux UNGG prévus. L’année suivante, quatre autres sont autorisés à Bugey. Ces six réacteurs, raccordés au réseau entre 1977 et 1979, constitueront a posteriori le palier dit CP0 (contrat programme zéro),,. À partir de ce moment, les centrales nucléaires françaises, à l'instar des centrales thermiques, ne seront plus produites à l'unité mais par tranches identiques de paliers de puissance, dans le but de standardiser la production pour réduire les coûts.

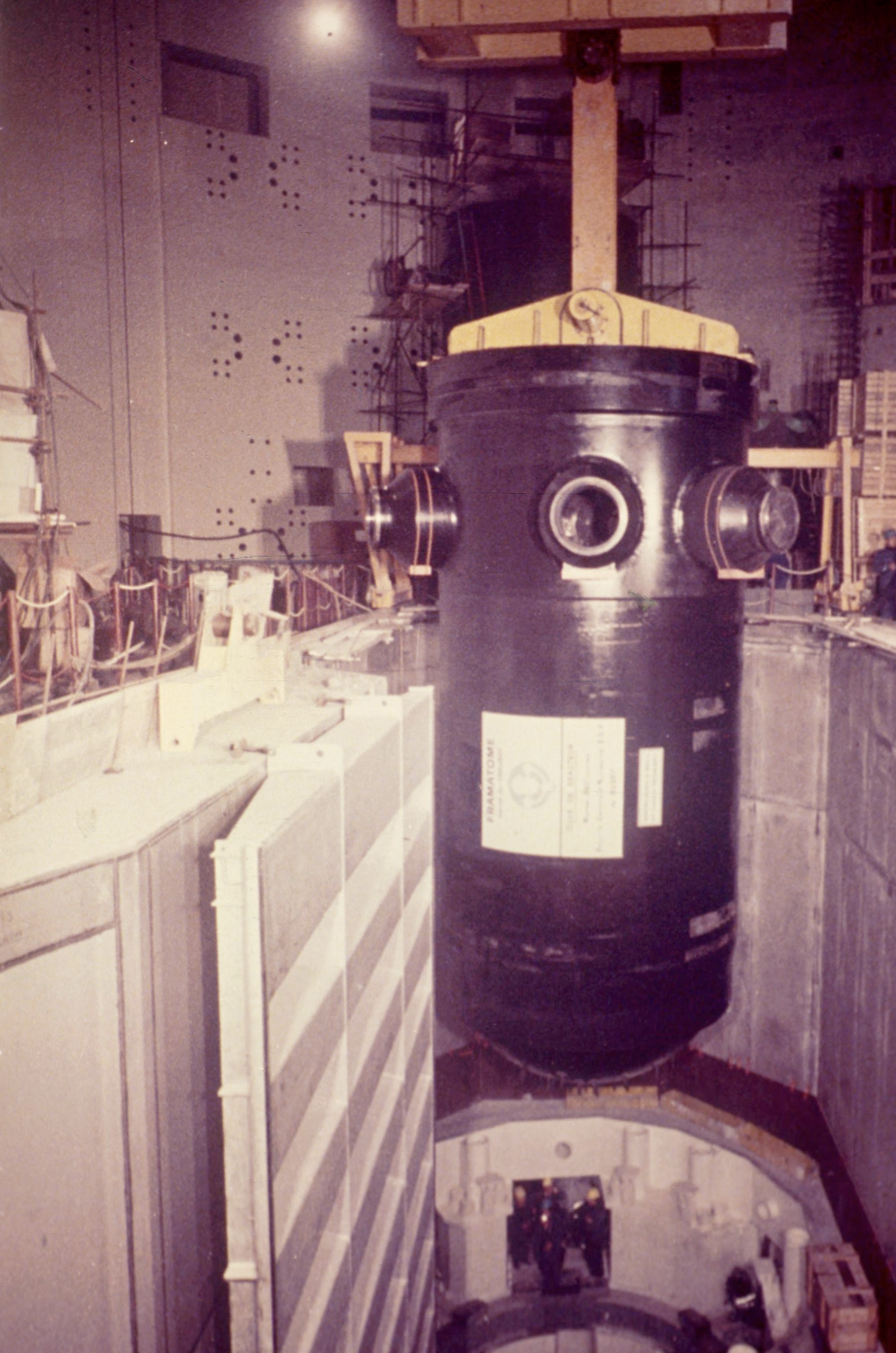
Mise en place de la cuve d'un REP du palier CP0.

En septembre 1972, la CGE présente le BWR-6, un réacteur à eau bouillante de General Electric disposant d’une plus grande puissance (995 MWe) grâce à des améliorations de combustible. Le 4 février 1974, EDF notifie officiellement à la CGE la commande de huit réacteurs, dont deux fermes (Saint-Laurent-des-Eaux 3 et 4), et à BBC l'achat des groupes turbo-alternateurs associés. Pour la CGE, le marché s’élève à 3,5 milliards de francs (hors taxes) et la redevance due à General Electric à 2,5 % de ce montant, soit 87,5 millions de francs. Les travaux avancent rapidement et au 1er mars 1975, 10 000 documents ont déjà été transmis par General Electric, plus de 200 missions ont été effectuées aux États-Unis par des techniciens en formation et 388 personnes de la CGE travaillent à temps plein sur le projet. Pourtant, le 4 août 1975, EDF annule cette commande, par suite de la forte augmentation du devis, et la transmet à Framatome. Il s’agit d’un échec cuisant pour la CGE qui se retire dès lors de la filière nucléaire française mais obtient toutefois une compensation de taille : la place d'Alsthom au centre de l’industrie nucléaire nationale. À la fin de l’année 1976, Alsthom-Atlantique obtient ainsi un quasi-monopole sur le marché français des turbo-alternateurs. Les turbines BBC et postes d’eau associés deviendront alors les seuls vestiges des REB qui devaient être installés à Saint-Laurent-des-Eaux, elles équiperont leurs réacteurs REP suppléants sur le site.
Le 6 août 1975, le conseil des ministres décide de ne retenir qu’une seule filière, celle des REP. Le gouvernement impose une concentration complète de l'industrie nucléaire nationale car il estime que les gains permis par la standardisation surpassent ceux qui pourraient être réalisés par la compétition de plusieurs fournisseurs. La présence d'un seul vendeur et d'un seul opérateur allié aux limites imposées par la licence Westinghouse, qui préviennent des modifications déstabilisatrices du design des réacteurs par EDF ou le CEA, vont permettre la réalisation efficace des grandes séries à venir.

### Accélération du programme électronucléaire (plan Messmer)
« La France n'a pas de charbon, la France n'a pas de pétrole, la France n'a pas de gaz, la France n'a pas le choix. »

— Lord Walter Marshall, président du Central Electricity Generating Board (en) (CEGB), 1986.

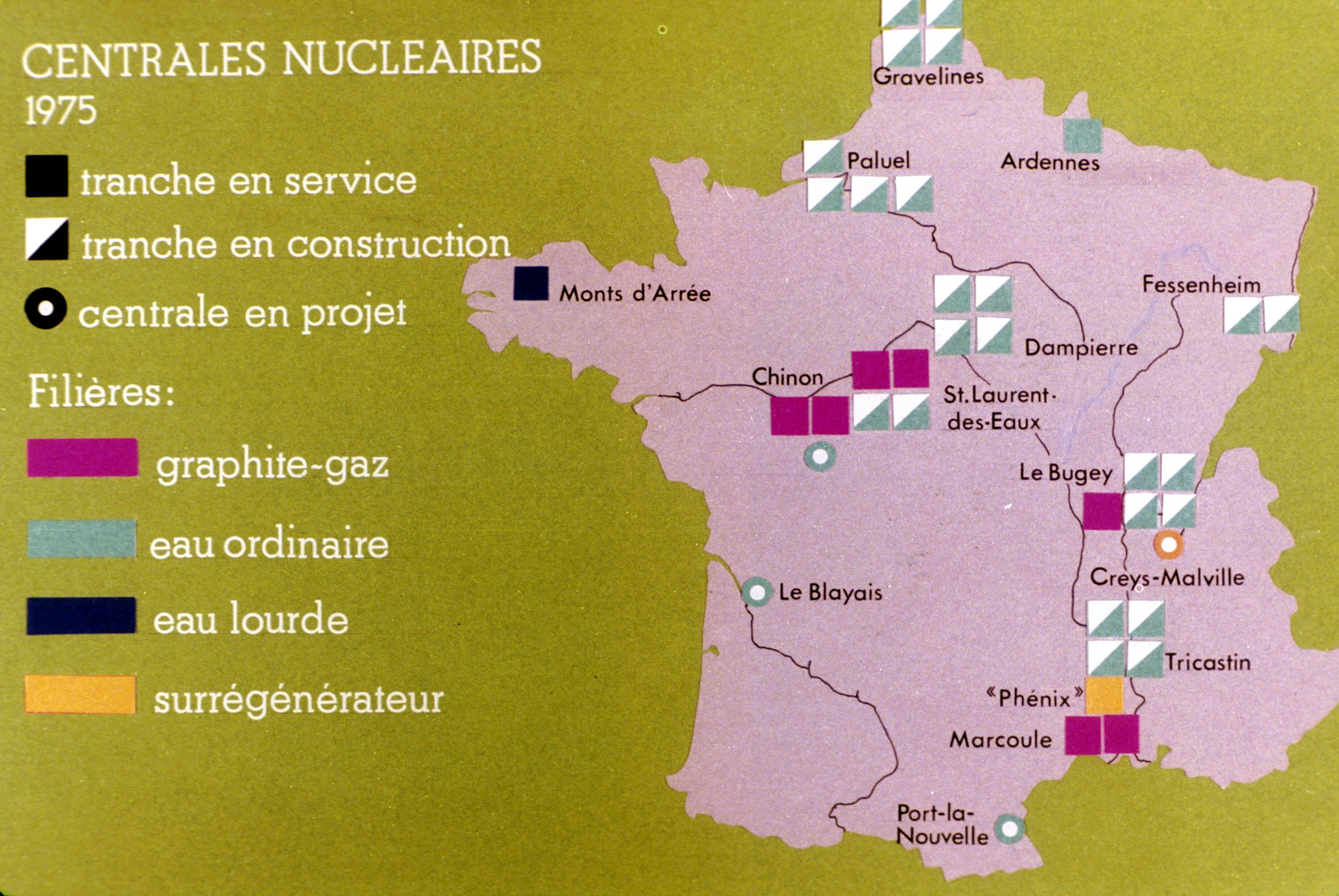
Carte des centrales nucléaires françaises en 1975.

Les évènements internationaux vont conduire à une accélération spectaculaire du programme électronucléaire français. Le conflit israélo-arabe et notamment la guerre du Kippour entraînent le premier choc pétrolier qui fait quadrupler le prix du pétrole entre octobre 1973 et mars 1974, mettant brutalement en évidence la dépendance énergétique des pays occidentaux et leur fragilité en la matière au moment où leur croissance économique commence à ralentir.
La production nationale de charbon déclinant, les constructions hydroélectriques s'achevant, le comité interministériel du 22 mai 1973, soit cinq mois avant la crise au Proche-Orient, avait déjà décidé d'accroître le programme de centrales électronucléaires prévu au VIe plan, en le portant de 8 000 à 13 000 mégawatts (MW). Ces événements conduisent le gouvernement Pierre Messmer à décider, le 5 mars 1974, d'accélérer encore ce programme avec le « Plan VII » ou « Plan Messmer »,. Les 13 000 MW prévus pour être réalisés de 1972 à 1977 seraient entièrement engagés avant la fin de 1975. Ultérieurement, les investissements d'EDF seraient poursuivis au même rythme de six à sept réacteurs par an, correspondant à l'engagement de 50 000 MW nucléaires de 1974 à 1980. Une telle puissance installée, qui correspond à 55 réacteurs de 900 MWe, en sus des six déjà en activité, représente un coût total estimé à 83 milliards d'euros (2010). En dix ans, plus de 100 milliards d'euros, garantis par l’État français, seront empruntés par EDF, principalement sur les marchés internationaux,.

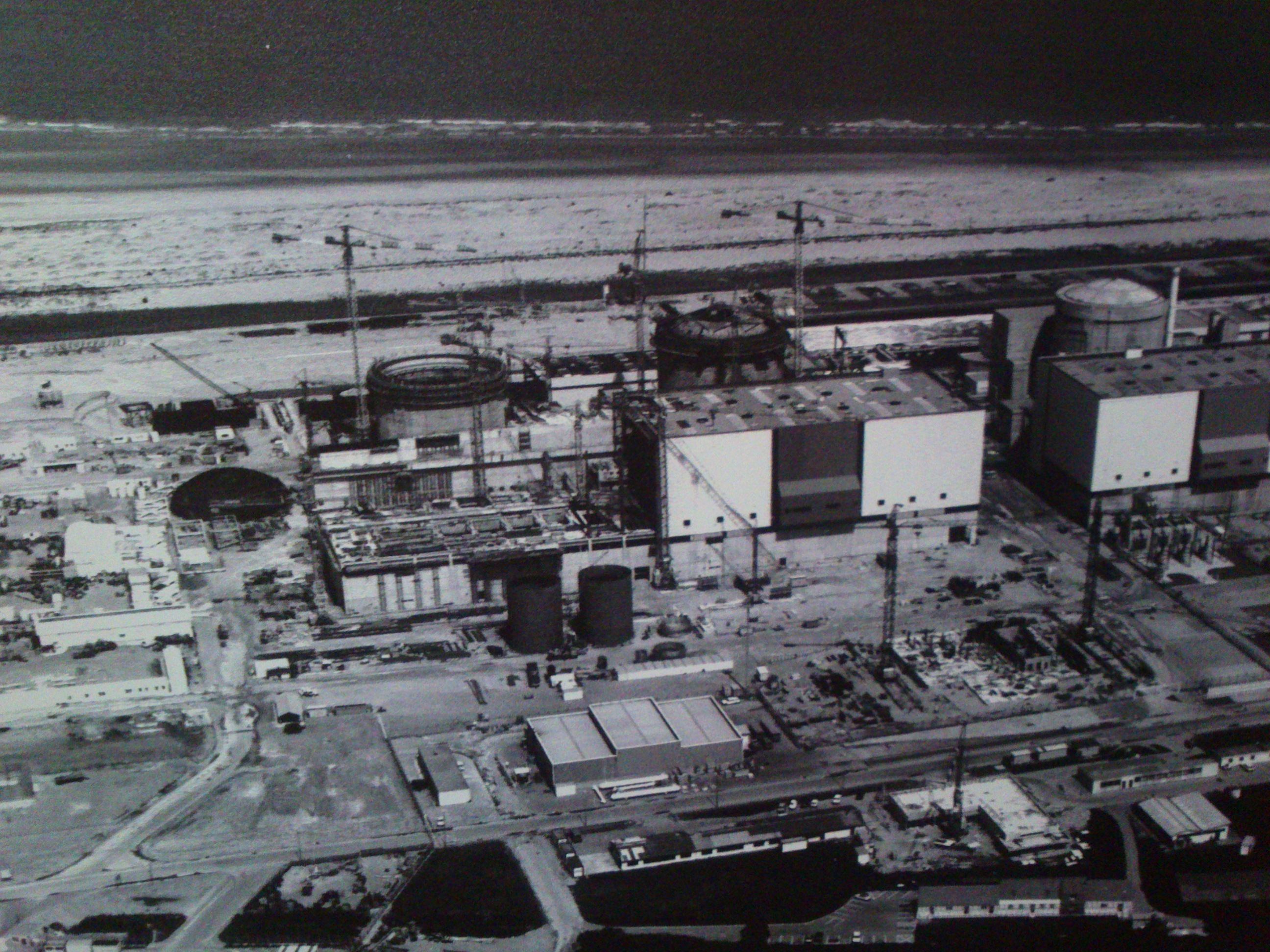
Construction des tranches 5 et 6 de la centrale nucléaire de Gravelines, les dernières du palier CP1.

Sur l’initiative de l'Institut national de physique nucléaire et de physique des particules (IN2P3) du CNRS, un groupe de physiciens du CEA et de l’IN2P3 prépare un rapport devant servir de matériau à la préparation des options du VIIe plan en matière de recherche scientifique. Ce rapport, qui fait l'éloge du nucléaire, provoque en avril 1974 une vive polémique au sein du conseil scientifique de l'IN2P3. Si des scientifiques de la génération de Joliot comme Francis Perrin, Louis Leprince-Ringuet ou Jean Teillac sont favorables au programme électronucléaire, d’autres plus jeunes, comme Robert Béraud et Jean-Paul Shapira, jugent que les risques sont minimisés et que le programme du Gouvernement est vanté par les rapporteurs. Cette contestation est à l'origine de l'« Appel de scientifiques à propos du programme nucléaire français » (dit « Appel des 400 ») de février 1975 et de la création en novembre de la même année du Groupement de scientifiques pour l'information sur l'énergie nucléaire (GSIEN).
Initialement programmée à la télévision le 18 juin 1974, l'émission Les atomes nous veulent-ils du bien ? de Claude Otzenberger est retirée au dernier moment des antennes de l'ORTF. Le porte-parole du Gouvernement, André Rossi, trouve un compromis : les interviews seront coupées, un autre film sera tourné pour apporter la contradiction et ces deux émissions seront suivies d'un débat.
Le contrat-programme 1, engagé en 1974, comprend 16 tranches de 900 MWe : Blayais (1, 2, 3, et 4), Dampierre (1, 2, 3 et 4), Gravelines (B1, B2, B3 et B4) et Tricastin (1, 2, 3 et 4). En 1979, deux tranches supplémentaires (C5 et C6) sont ajoutées à Gravelines, portant à 18 le total du palier CP1. Sous la présidence de Valéry Giscard d'Estaing, bien que la consommation électrique nationale commence à stagner, le plan Pompidou-Messmer n'est pas ralenti car la volonté de diminuer la dépendance au pétrole importé prime. Volonté qui est renforcée par le deuxième choc pétrolier. Le contrat-programme 2, lancé en 1976, comprend dix tranches : Chinon (B1, B2, B3, B4) ; Cruas (1, 2, 3, et 4) et Saint-Laurent-des-Eaux (B1 et B2). La différence majeure du palier CP2 avec le palier précédent est la disposition radiale de la salle des machines par rapport à l’îlot nucléaire, qui permet d'éviter que des projectiles résultant d'une rupture de la turbine n'endommagent l'enceinte de confinement du réacteur,.

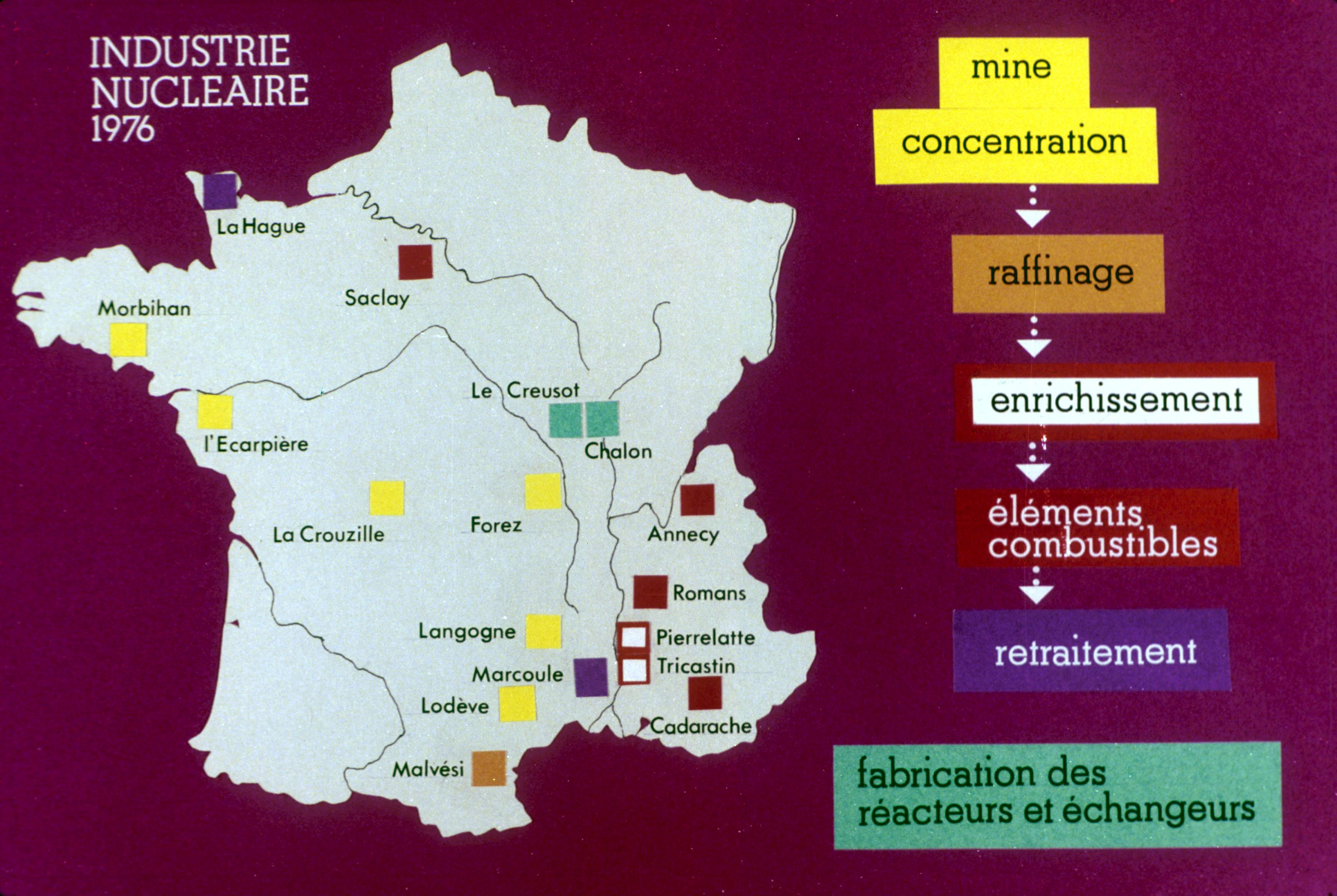
Carte de l'industrie nucléaire française en 1976.

Le parc de REP en construction va consommer de grandes quantités d'uranium faiblement enrichi, achetées aux États-Unis et, à partir de 1971, à l'URSS. Dans le but d'asseoir au niveau européen la maîtrise du cycle nucléaire tout en concurrençant le projet anglo-germano-hollandais Urenco d'enrichissement par centrifugation gazeuse, la France s'associe à l'Italie, la Belgique, l'Espagne et la Suède pour construire une usine civile d'enrichissement par diffusion gazeuse. Le 25 février 1972, le groupe Eurodif Production est créé. En 1974, le chantier commence sur le site nucléaire du Tricastin. La centrale nucléaire du même nom y est construite pour alimenter la future usine en électricité (3 600 MW). L'usine d'enrichissement Eurodif (rebaptisée par la suite Georges Besse) est inaugurée le 9 avril 1979,. Voisine de l'usine d'enrichissement militaire de Pierrelatte, elle utilise une partie de la capacité de cette dernière le temps d'atteindre sa pleine charge en 1982.

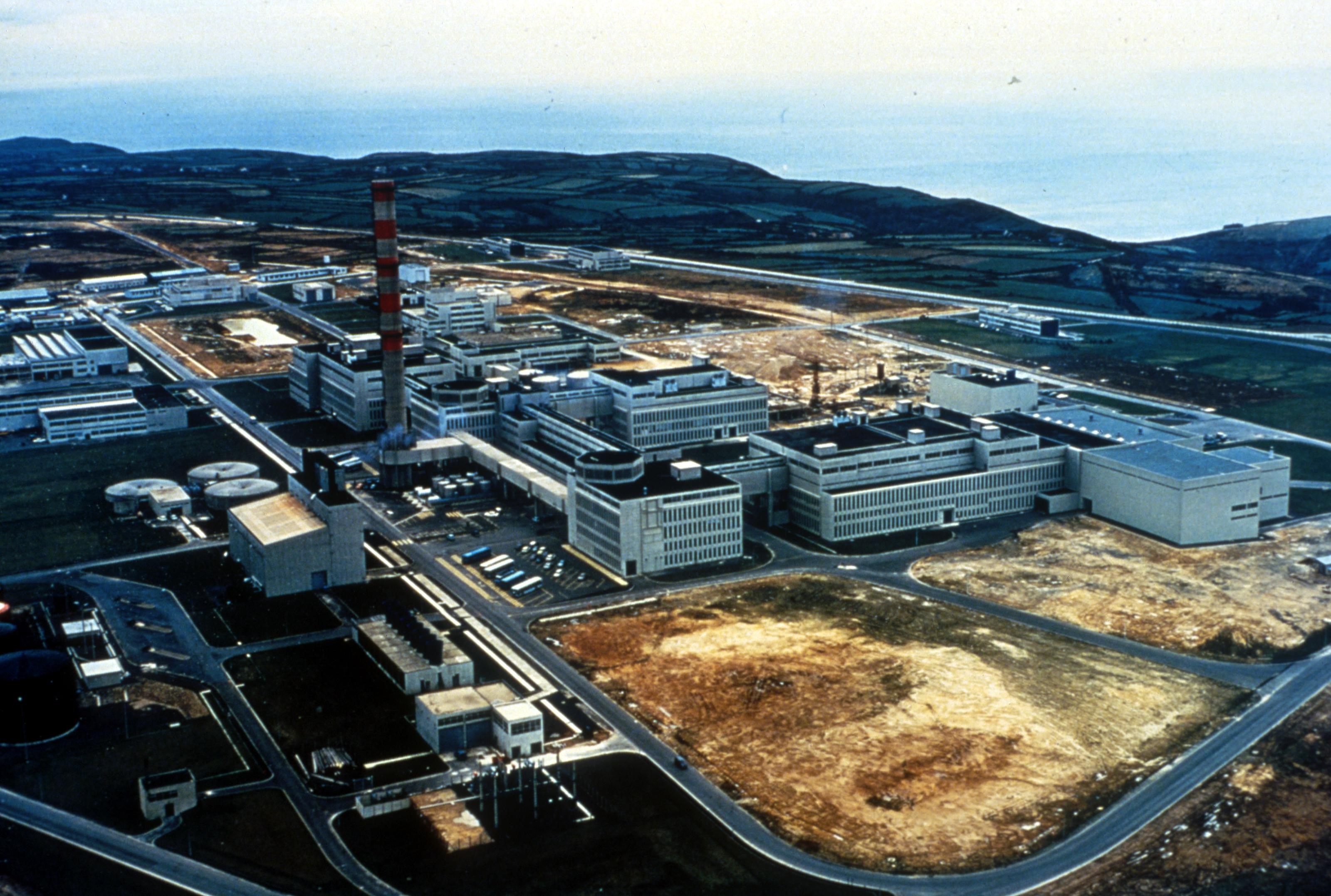
L'usine de retraitement de la Hague est modifiée en 1976 pour accueillir les déchets des REP.

Parallèlement, en ce qui concerne le cycle aval du combustible, l’usine de retraitement de la Hague est modifiée pour recycler les déchets, beaucoup plus radioactifs, de la nouvelle filière des réacteurs à eau pressurisée. Pour ce faire, un atelier HAO (Haute activité oxyde) est ajouté à l'usine UP2-400, mise en service en avril 1966 pour seconder celle de Marcoule (UP1) dans l'extraction du plutonium du combustible usé de la filière UNGG. En 1976, la responsabilité de l'exploitation du complexe est transférée du CEA à la Cogema. Pour faire face à l’augmentation des déchets, la Cogema est d’ailleurs autorisée à construire en 1981 deux usines, chacune d’une capacité annuelle de l’ordre de 800 tonnes de combustibles usés de la filière eau légère : UP2-800, en service à partir de 1994, et UP3-A, destinée aux clients étrangers et payée par eux, qui est en service à partir de 1990,.

### Premiers contrats internationaux

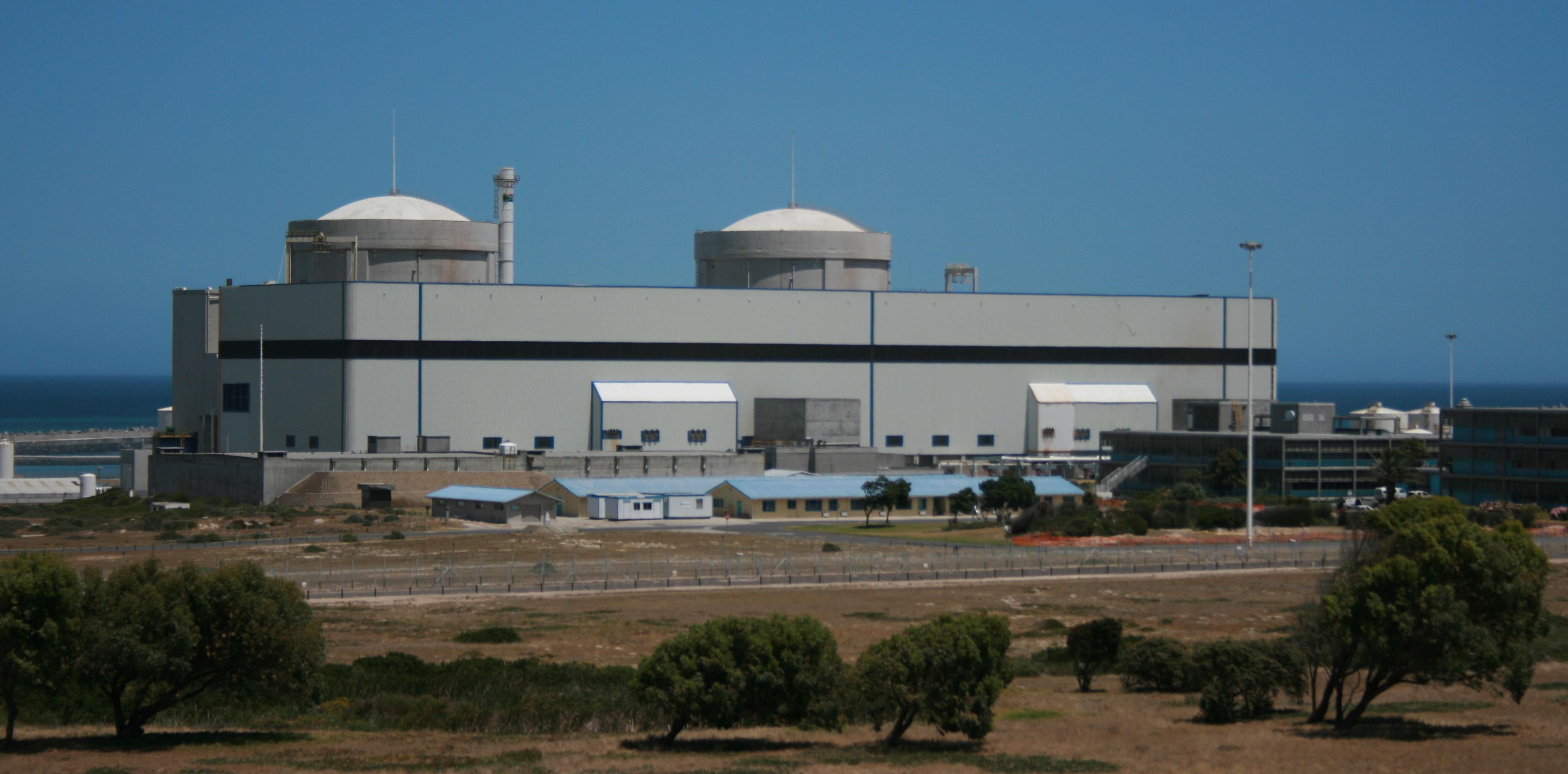
La centrale nucléaire de Koeberg en Afrique du Sud, premier contrat international de Framatome, signé en 1976.

Comme EDF, les industriels français soutiennent la filière eau légère car son adoption leur permet de bénéficier de l'expérience acquise outre-Atlantique tout en leur évitant les risques techniques et financiers inhérent au développement d'une nouvelle technologie. La construction du parc nucléaire national est l'occasion pour le pays de développer ses grands groupes industriels capables de franciser puis d'exporter la technologie nucléaire américaine.
Le premier grand contrat international de Framatome est celui de la seconde centrale sud-africaine. À l’issue d’un appel d’offres, les autorités sud-africaines choisissent d’abord l’américain General Electric en avril 1976 mais les conditions imposées par Washington au régime de l’apartheid les font rapidement changer d’avis et le 19 mai Framatome est retenu. Pretoria insistant pour que la construction soit assurée par EDF, la société SOFINEL est créée dans la foulée par l’électricien français et Framatome. Ce dernier, détenteur de la licence Westinghouse, a de toute façon besoin de l’expérience d’EDF pour construire une centrale complète et de sa licence d’exploitant pour la démarrer. Les deux réacteurs de la centrale de Koeberg, au nord du Cap, basés sur ceux de Bugey, entrent en service commercial en 1984 et 1985 malgré un attentat.
Le second contrat est iranien. Ce pays, principal fournisseur de pétrole de la France, cherche déjà à développer le nucléaire civil et militaire. Les États-Unis n'étant pas favorable à ces ambitions, le Chah se tourne vers la France avec qui il signe un partenariat le 27 juin 1974. L'Iran rachète la part de la Suède dans Eurodif (un milliard de dollars) et commande deux réacteurs à Framatome/SOFINEL. Leur construction commence en 1977 à Darkhovin et la fabrication des éléments l’année suivante en France, mais la révolution islamique de 1978 met fin au projet. Les composants achevés sont utilisés pour ajouter deux tranches supplémentaires à la centrale de Gravelines, opérationnelles en 1985. L'uranium enrichi correspondant à la part iranienne dans l'usine du Tricastin ne sera jamais livré au régime islamique et c'est après plusieurs attentats et prises d'otages qu'un accord de remboursement est signé le 29 octobre 1991.
Le troisième contrat est sud-coréen. Après deux échecs en 1976 et 1977, Framatome remporte, le 7 novembre 1980, l'appel d'offres pour les neuvième et dixième réacteurs nucléaires de la Corée du Sud, à Uljin. Le contrat s'accompagne d'un transfert de technologie et la construction est réalisée par une société sud-coréenne. La centrale d'Uljin entre en service en 1988.
De son côté, le CEA commercialise des réacteurs de recherche par l’intermédiaire de sa filiale Technicatome. Le contrat le plus notable (1,45 milliard de francs) est signé avec l'Irak en 1976 pour la construction de copies des réacteurs Isis (Tammuz II) et Osiris (Tammuz I ou Osirak) de Saclay. Ce contrat est l'aboutissement de négociations entamées deux ans auparavant avec l'Irak par l'intermédiaire de Jacques Chirac, alors Premier ministre, pour la vente de réacteurs nucléaires contre du pétrole et après que le gouvernement français avait rejeté la commande d'un réacteur UNGG passée par Saddam Hussein lors de sa visite du centre de Cadarache le 6 novembre 1975. Israël s'oppose au programme Irakien dont il dénonce la finalité militaire. Le 6 avril 1979, le Mossad détruit les cuves des réacteurs en construction dans les usines des Constructions industrielles de la Méditerranée (CNIM) à La Seyne-sur-Mer mais le contrat se poursuit. Aussi, le 7 juin 1981, un raid aérien (opération Opéra) détruit Osirak avant sa divergence. Même si la France renonce à poursuivre sa coopération avec l'Irak en 1984, Tammuz II/Isis fonctionne dans les années 1980. Ce réacteur est finalement détruit en 1991.

### Naissance du mouvement antinucléaire

Logo anti-nucléaire « Nucléaire ? Non merci ! », créé en 1975.

Dans les années 1960, si le nucléaire militaire est dans tous les esprits, le nucléaire civil est vu comme une opportunité de développement économique des campagnes et rares sont ceux qui s'en inquiètent,. Au début des années 1970, l'apparition de sensibilités environnementalistes ouvre le débat sur les conséquences de l'utilisation de l'énergie nucléaire. En 1974, le public est largement favorable au nucléaire civil (76 % pour) mais après une première manifestation à Fessenheim en avril 1971, l'opposition croît rapidement parmi la population française. Début 1975, 4 000 scientifiques dénoncent, par une pétition, la minimisation des risques et la précipitation du Plan Messmer puis créent l'association GSIEN pour informer le public.
En 1977, l'opinion a changé (53 % contre); en juillet une manifestation à Creys-Malville contre le projet Superphénix rassemblant de 40 000 à 90 000 manifestants dégénère et fait un mort.
Les pouvoirs publics répliquent en favorisant l’extension des sites existants et la construction de paliers plus puissants pour limiter le nombre de nouvelles centrales. Finalement, sur 43 sites potentiels retenus en 1974,, dix-neuf accueilleront les REP français, dont quatre sont déjà occupés par des réacteurs UNGG. En plus d'enjeux liés au réseau électrique français, le choix des sites est stratégique : Dix-sept des dix-neuf communes (hors Gravelines et de Nogent-sur-Seine) choisies pour abriter des centrales partagent le même caractère rural et souffraient de dépopulation et de l’absence d’industries. Les revenus, aménagements et emplois liés aux centrales vont créer des formes de dépendances très fortes des territoires autour des sites d’implantation. De plus, pour minimiser l’impact de ses installations sur les paysages, EDF commence avec le palier P4 à recourir aux services d'architectes et de paysagistes. À leurs côtés, sociologues, psychologues et sémiologues sont employés à changer l'image de marque du nucléaire pour en améliorer l’acceptabilité sociale. À partir d'avril 1975, et pendant sept ans, un « groupe d'information au nucléaire » d'EDF répond à jusqu'à 500 lettres par jour. Des visites de centrales sont organisées et rencontrent un vif succès. Ces campagnes d’informations alliées à la radicalisation de l'action de certains groupuscules antinucléaires retournent l’opinion publique et l’opposition décroît,,.
L’opposition au nucléaire devient locale, en particulier en Bretagne et en Loire-Atlantique où elle conduit à l'abandon respectivement des projets de centrale à Plogoff et au Pellerin en 1983, après des années de manifestations. Dans les Ardennes elle échoue cependant à empêcher l'extension de la centrale nucléaire de Chooz[réf. souhaitée].
Au début des années 1980 en France, le sentiment pronucléaire est de nouveau dominant (65 % d'opinions favorables en 1982, 67 % en 1985), et ce malgré des accidents qui ébranlent l'industrie et mettent en avant un besoin majeur de mieux prendre en compte la sûreté à chacun des stades du cycle nucléaire. En 1979 d'abord, se produit l'accident nucléaire de Three Mile Island, aux États-Unis, où le cœur d'un REP fond, entraînant des rejets radioactifs limités dans l’environnement. En 1980 ensuite, survient à la centrale nucléaire de Saint-Laurent-des-Eaux le plus grave accident nucléaire recensé en France. Deux éléments combustibles du réacteur A2 (UNGG) fondent. Cet évènement sera classé de niveau 4 sur l'échelle INES, soit un « accident n’entraînant pas de risque important à l'extérieur du site ». Cependant, la confiance retrouvée, des Français envers le nucléaire et les autorités concernées va être de courte durée[réf. souhaitée].
Dans le contexte de la poussée du mouvement écologiste, le programme de François Mitterrand (Parti socialiste) pour l'élection présidentielle de 1981 prévoit (proposition 38) que « le programme nucléaire sera limité aux centrales en cours de construction, en attendant que le pays, réellement informé, puisse se prononcer par référendum ». Dans l’entre-deux-tours, si François Mitterrand reconnaît « que le recours à l’énergie nucléaire est aujourd’hui inévitable », il affirme également que « son développement doit être limité et contrôlé, de manière à éviter une impasse, technique et économique, semblable à celle du tout-pétrole des années 1960 », et formule une « condamnation du programme tout-nucléaire imposé aux Français ».

## Le temps des interrogations (1983-1999)
Si les chocs pétroliers ont marqué le début de programmes d'équipement massifs dans des pays pénalisés par les importations de pétrole (France, Japon), ils sont paradoxalement suivis ailleurs d'un arrêt des investissements nucléaires. D'abord aux États-Unis, pour des raisons principalement économiques,, puis en Europe, pour des raisons politiques à la suite des pressions de mouvements antinucléaires encouragés par de graves accidents. En France, où le mouvement écologiste n’a qu’un impact limité, l'expansion du parc électronucléaire, bien que ralentie par l'augmentation des coûts, se poursuit au risque de suréquipement. Durant cette période, le problème que pose la gestion durable des déchets radioactifs, ignoré jusqu'alors, devient dominant dans le rapport des Français au nucléaire.

### L'achèvement du parc
La première moitié des années 1980 se caractérise par l’entrée en service commercial des réacteurs nucléaires des paliers CP1, de 1980 à 1985, et CP2, entre 1983 et 1988. La part du nucléaire dans la production électrique nationale passe de 37 % en 1981 à 55 % trois ans plus tard. Mais à la suite des programmes d'économies d'énergies et à la réduction de la croissance économique, la consommation électrique stagne et le programme électronucléaire apparaît surdimensionné. En conséquence, en 1983, sous la présidence de François Mitterrand, le gouvernement réduit le rythme des travaux à la mise en œuvre d'une seule tranche par an. Pour justifier la poursuite du développement de son parc, EDF augmente ses exportations, au point de devenir le premier exportateur européen, et promeut le chauffage électrique, qui devient la norme dans les logements neufs.

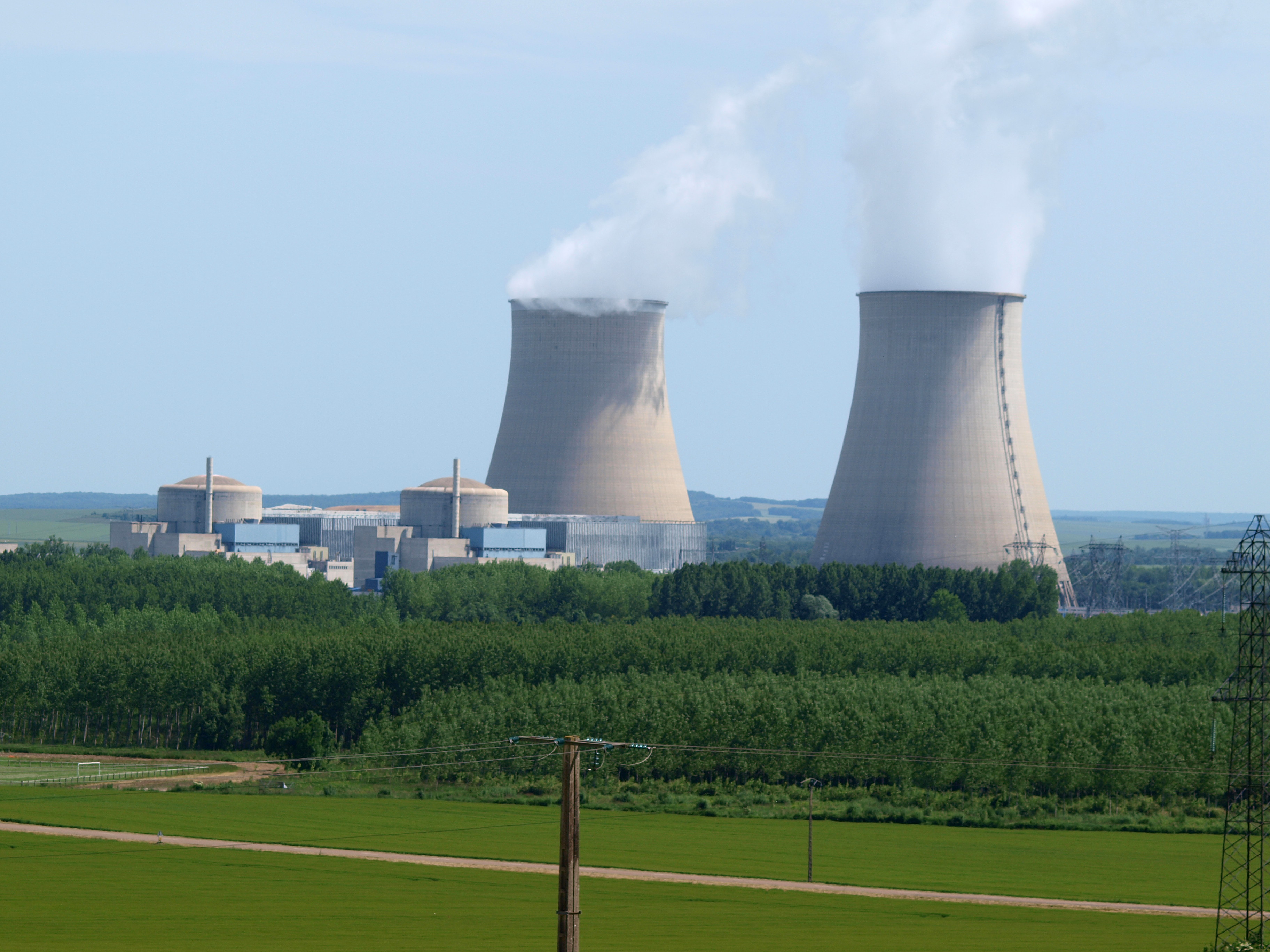
La centrale nucléaire de Nogent. Deux réacteurs du palier P'4 en service en 1988.

Les grands chantiers se poursuivent avec le palier P4, constitué de réacteurs à quatre boucles contre trois pour les précédents, d’où son nom, d'une puissance de 1 300 MWe, sur lesquelles Framatome a travaillé avec Westinghouse dès 1972,. L'augmentation de la puissance unitaire devait compenser l'allongement des délais et des coûts de construction subis par les paliers précédents. Huit tranches, commandées entre 1975 et 1982, sont mises en service de 1984 à 1987. Il s’agit des réacteurs de Flamanville (1 et 2), Paluel (1 à 4) et Saint-Alban (1 et 2). Ensuite naît le palier P’4 (hybride de P4) dont les engagements de construction de 12 nouvelles tranches s’échelonnent de 1979 à 1984 et les mises en service de 1987 à 1994. Il s’agit des réacteurs de Belleville (1 et 2), Cattenom (1, 2, 3, et 4), Nogent (1 et 2), Penly (1 et 2) et Golfech (1 et 2). Par rapport au palier P4, la puissance et les systèmes de sûreté sont identiques mais les bâtiments plus petits afin de réduire les coûts[réf. souhaitée].
Cependant, du CP0 au P’4, les économies d’échelles attendues ne sont pas au rendez-vous « notamment du fait de l’application de règlementations plus contraignantes » (selon la Cour des comptes française en 2012),.

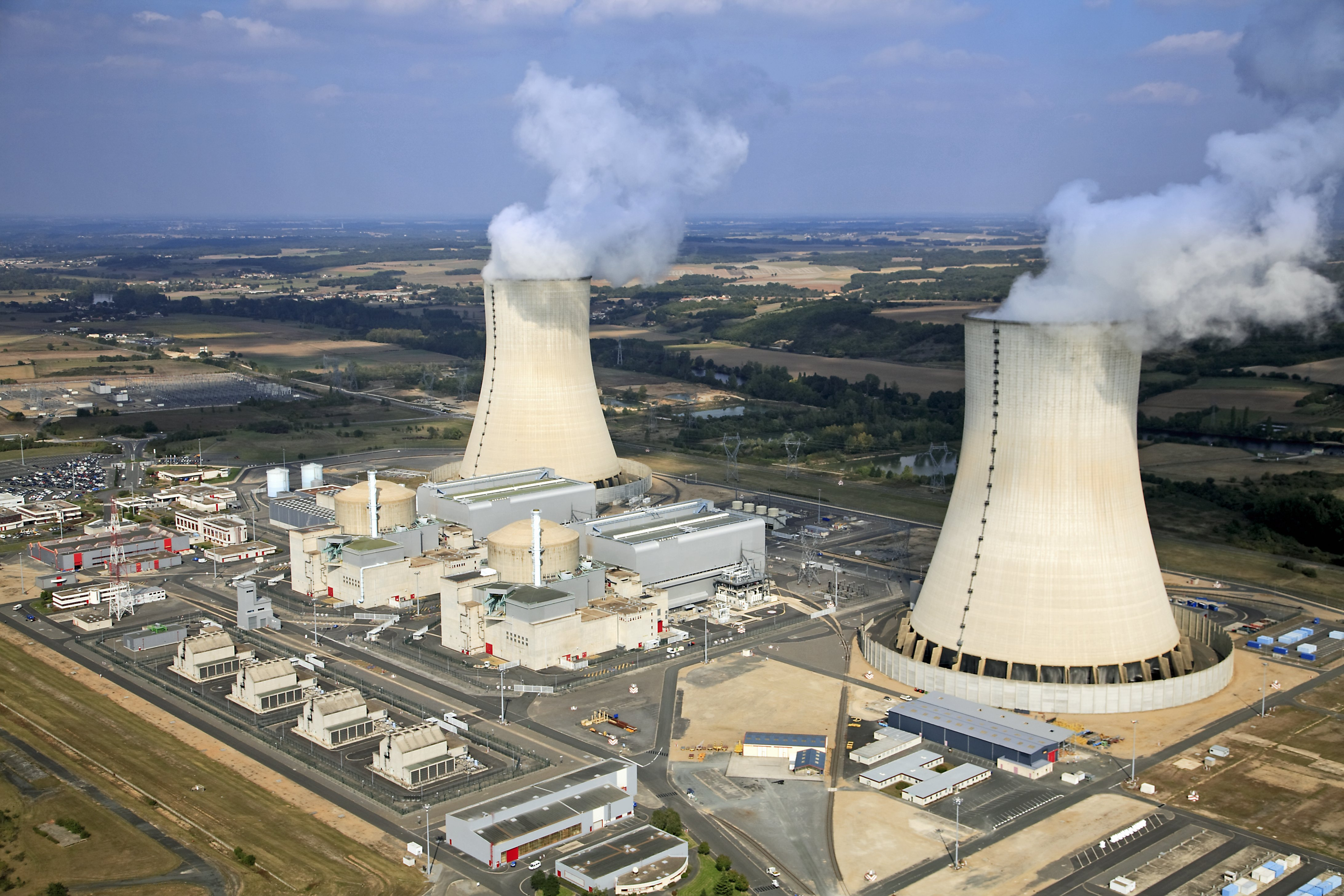
La centrale de Civaux. Deux réacteurs N4 en service en 1997. Dernière centrale nucléaire de génération II construite en France.

L’année 1981 marque un tournant pour Framatome avec la signature d’un accord de coopération technique à long terme avec Westinghouse, appelé Nuclear Technical Cooperation Agreement (NTCA). Il repose sur le respect par Westinghouse des compétences du constructeur français avec des échanges se faisant dans les deux sens. Des redevances, fortement diminuées, doivent toutefois encore être versées. Ce degré d'indépendance technique et commerciale entraîne le retrait total de Westinghouse du capital de Framatome et va permettre à la société française de développer ses propres modèles de réacteurs. Le palier N4, directement issu de l'accord NTCA, est constitué de quatre tranches de 1 500 MW, dont la conception purement française a débuté en 1977. Il s’agit des réacteurs de Chooz B (1 et 2) et Civaux (1 et 2), les engagements de construction s’échelonnent de 1984 à 1991 et les mises en service commercial de 1996 à 1999. En 1992, l’accord entre Westinghouse et Framatome prend fin, entraînant un arrêt des redevances et une francisation complète des réacteurs construits par ce dernier. Les évolutions dans la conception de ces nouveaux réacteurs prennent en compte les retours d'expérience des réacteurs 900 et 1 300 MW en exploitation ainsi que les enseignements de l'accident nucléaire de Three Mile Island. Outre l'introduction des turbines « Arabelle » et de nouvelles pompes primaires, la principale amélioration par rapport au palier P'4 réside dans l'informatisation complète de la salle de commande, dont Chooz B est la première au monde à être équipée. Deuxième à en être équipée, Civaux est aussi la dernière centrale nucléaire construite en France. La mise en service commercial de son deuxième réacteur en 1999, le 58e du genre depuis Fessenheim, clos presque trente ans de chantiers ininterrompus qui auront coûté à EDF 106 milliards d'euros de 2018,.
L'électricité française est alors à 76 % d'origine nucléaire, plus que dans aucun autre pays.

### Le choc de Tchernobyl

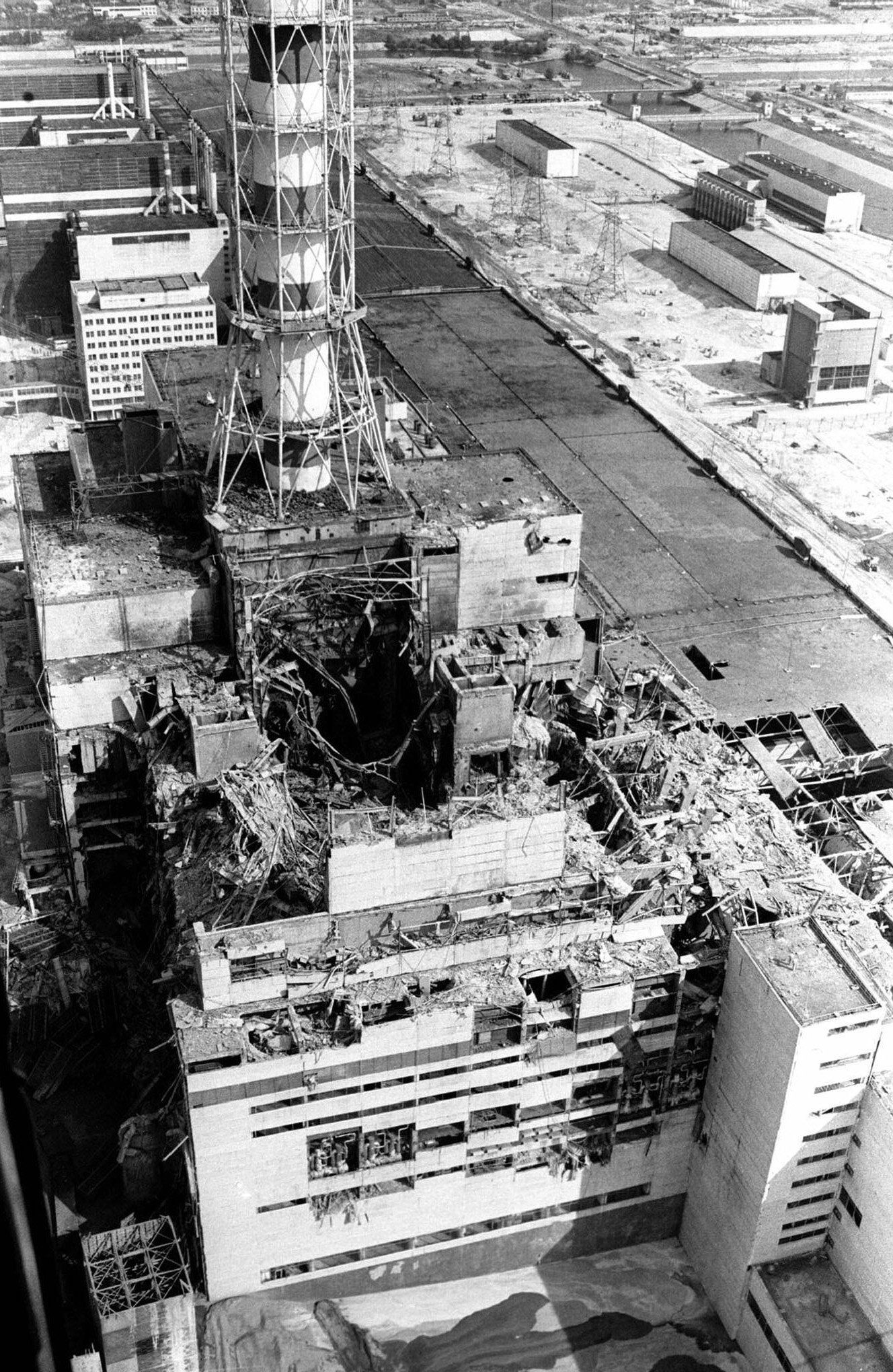
Le bâtiment réacteur éventré de la centrale nucléaire de Tchernobyl, 1986.

La catastrophe de Tchernobyl, le 26 avril 1986, marque un tournant dans l'histoire du nucléaire civil. Cet accident conduit à la fusion du cœur d'un réacteur, à son explosion, au relâchement massif de radioactivité dans l'environnement et à de nombreux décès, survenus directement ou du fait de l'exposition aux radiations. Il est le premier accident classé au niveau 7 sur l'échelle internationale des événements nucléaires (INES) et est considéré comme le plus grave accident nucléaire répertorié avant celui de Fukushima en 2011. Les conséquences de la catastrophe de Tchernobyl sont importantes, aussi bien du point de vue sanitaire, écologique, économique que politique. Dans les environs de la centrale, plus de 300 000 personnes sont évacuées.
Alors que les pays voisins prennent rapidement des mesures préventives, comme l'interdiction de consommer certains aliments, en France, les pouvoirs publics communiquent peu et s'efforcent de minimiser l'impact de la catastrophe sans pour autant nier la hausse de la radioactivité relevée. Certains médias interprètent que le nuage radioactif libéré par l'explosion s'est arrêté à la frontière. Alors que des mesures anormales de radioactivité sont relevées sur les sites du CEA et les centrales nucléaires d'EDF dès le 28 avril, le SCPRI n'admet que le panache de particules a bien atteint la France que le 1er mai et ne publie la première carte de contamination des sols que le 10 mai,. En Europe, Tchernobyl altère durablement l'image du nucléaire et les programmes nationaux en subissent le contrecoup. La plupart des projets de construction de nouvelles centrales sont stoppés, seuls les programmes engagés sont menés à leur terme. L'Italie décide de sortir du nucléaire, puis la Yougoslavie, les Pays-Bas, la Belgique et l'Allemagne font de même dans les années suivantes. En France, l’opacité des autorités affecte l'opinion publique et entraîne une renaissance du mouvement antinucléaire et la création d'organismes associatifs de contrôle indépendants de la radioactivité tels que la CRIIRAD et l'ACRO. Mais l'accident lui-même, présenté comme un avatar du système Soviétique[non neutre], n'entraîne pas de remise en question de la politique énergétique. Lorsqu'il se produit, les chantiers des réacteurs des paliers P’4 et du nouveau palier N4 sont en cours et loin d’être terminés.
Sur le plan international, la France participe aux discussions engagées en 1992 visant à définir des obligations internationales contraignantes concernant la sûreté nucléaire. La France signe la Convention internationale sur la sûreté nucléaire le 20 septembre 1994, et l’approuve l’année suivante. La Convention entre en vigueur avec le décret du 24 octobre 1996 et le premier rapport de la France pour la Convention sur la sûreté de ses centrales est publié en septembre 1998. En 2001, est créé l'Institut de radioprotection et de sûreté nucléaire (IRSN) qui, indépendant du CEA et du ministère de la Santé, prend en charge les compétences de sûreté auparavant dévolu à ces derniers.

### Le marché chinois
« La France a été le premier pays à entreprendre des négociations avec la Chine sur un projet de centrale nucléaire, le premier à vouloir nous vendre des réacteurs et le premier à se déclarer prêt à nous transférer sa technologie sans contrôle ultérieur de son utilisation. »

— Li Peng, Ministre de l’énergie, 1984.
Durant les années 1970, la modernisation de la Chine voulue par Deng Xiaoping passe notamment par un programme nucléaire civil. Alors que les militaires souhaitent construire des réacteurs à eau lourde, le Ministère de l'électricité s'oriente vers des réacteurs à eau pressurisée étrangers et en particulier français. La France, premier pays occidental à avoir reconnu la république populaire de Chine en 1964, apparaît comme la seule nation disposée à partager son savoir-faire nucléaire[réf. souhaitée].

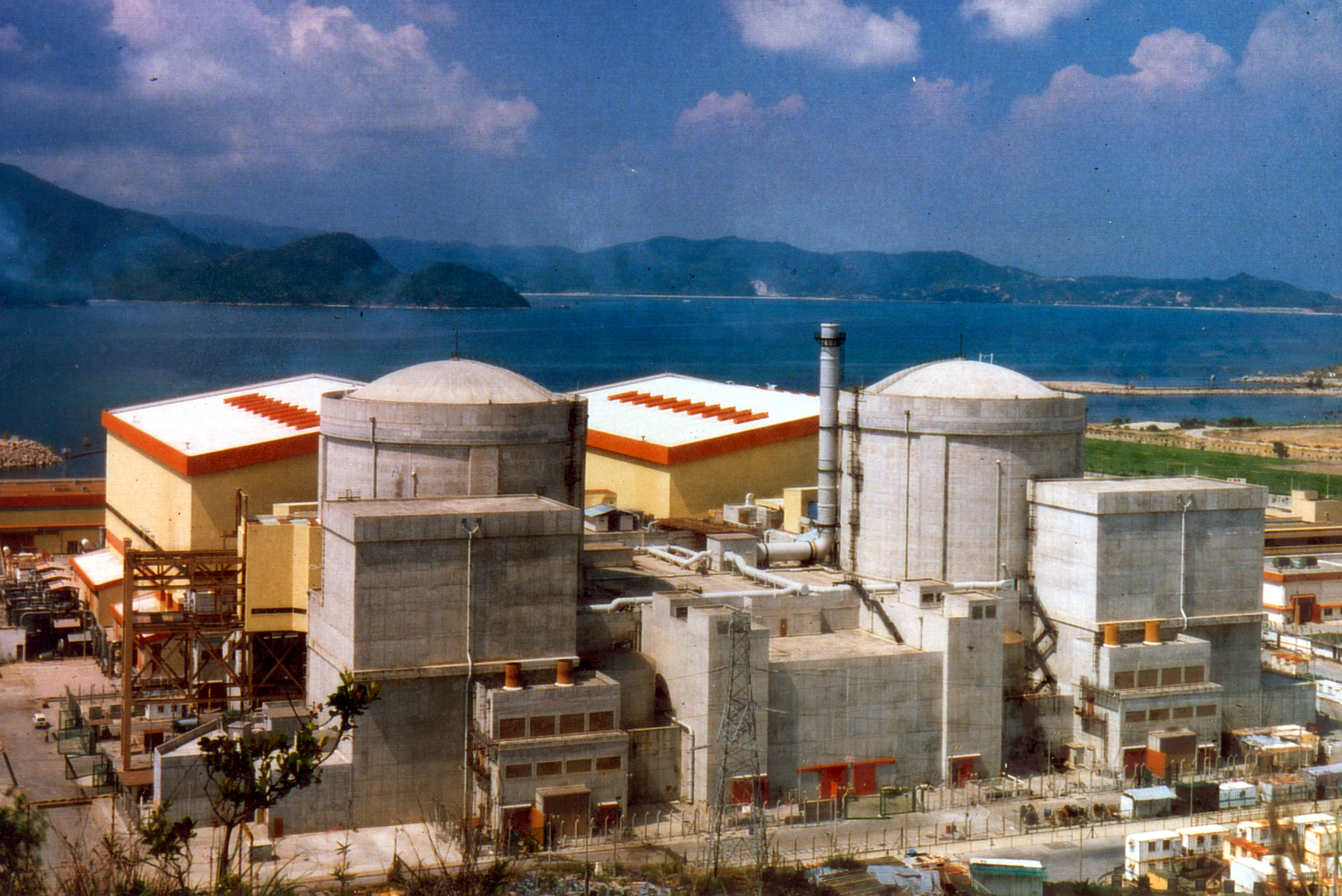
La centrale nucléaire de la Baie de Daya. Premier contrat nucléaire français en Chine.

Après des tentatives infructueuses, c'est lors de la visite à Pékin en mai 1983 du président François Mitterrand que s'engage une coopération avec la Chine pour la construction de réacteurs nucléaires accompagnée d'un transfert de technologie. La première centrale sera installée sur la baie de Daya, dans la région du Guangdong en plein développement, et financée avec l'aide de Hong Kong. Ce financement oblige à une coopération franco-britannique pour la fabrication des turbines de la centrale qui mène à la fusion entre GEC et Alsthom. Les autorités chinoises souhaitent des réacteurs du palier N4[réf. souhaitée] mais acceptent un modèle basé sur les tranches 5 et 6 de la centrale de Gravelines (palier CP1), légèrement améliorées. Le contrat est signé le 19 janvier 1985 et le chantier démarre l’année suivante sous le contrôle d'EDF. La centrale est inaugurée le 10 février 1994 malgré les événements de la place Tian'anmen puis l'affaire des frégates de Taïwan qui tendent les relations avec Pékin. Dans le même temps Framatome construit une usine de fabrication de combustible à Yibin, opérationnelle en 1995.
Le jour de l'inauguration de la centrale de la Baie de Daya, une seconde, au même endroit, est annoncée : Ling Ao. Elle comprendra deux réacteurs basés sur ceux de la baie de Daya. EDF (conseiller), Framatome (îlot nucléaire) et GEC-Alsthom (turbines) sont retenus sans appel d'offres en contrepartie d'un prêt à taux préférentiel obtenu auprès de huit banques françaises[réf. souhaitée]. Le contrat est signé le 25 octobre 1995. La construction est assurée cette fois par la compagnie chinoise CGNPC. Les réacteurs sont mis en service en 2002 et 2003 avec de l'avance sur le planning. Au grand dam des industriels français, la Chine choisit par la suite de diversifier son parc nucléaire avec notamment les technologies canadiennes (CANDU) et russes (VVER)[réf. souhaitée] mais, après la visite du président Jacques Chirac en 1997, développe son propre réacteur basé sur les paliers français CP1 et N4 avec l'aide d'EDF, Framatome et GEC-Alsthom : le CPR-1000,.

### Développement du réacteur européen EPR
L'accident de Tchernobyl et le contre-choc pétrolier entraînent le ralentissement, voir l'abandon, des programmes nucléaires dans la plupart des pays, mettant à mal l'industrie nucléaire. Celle-ci se tourne alors vers l'exportation, un marché où la rude compétition invite à la consolidation de l'industrie européenne. Dans ce contexte, un accord de coopération entre Framatome et Siemens est signé le 13 avril 1989 et une compagnie commune est créée. Ce rapprochement, soutenu par les États respectifs, a pour objet de développer une technologie franco-allemande de réacteurs nucléaires à eau sous pression en priorité pour les besoins des deux pays, puis pour l'ensemble des producteurs mondiaux d'électricité concernés par le nucléaire.
De son côté, EDF étudie des scénarios de continuation du programme nucléaire français et envisage la construction d’un nouveau type de réacteur à eau pressurisée (REP) pour la France, appelé à remplacer vers 2010, les premiers réacteurs mis en service dans les années 1970. EDF lance en 1986 le projet REP 2000 (pour “REP de l’an 2000”), un nouveau palier “évolutionnaire” dont les réacteurs doivent entrer en service entre 2000 et 2015. Au départ, le REP 2000 est imaginé pour la France avec des progrès sur la sûreté, les coûts de production et l’utilisation de l'uranium. Mais la récession du début des années 1990 et l'amélioration du taux de disponibilité des centrales font disparaître la nécessité de réacteurs du palier N4 supplémentaires. Les tranches 3 et 4 des centrales de Penly, Flamanville et Saint-Alban sont annulées. Le projet REP 2000, baptisée N4+, est alors intégré au projet franco-allemand. Le 23 février 1995, EDF et neuf producteurs d'électricité allemands s'associent à Framatome et Siemens pour engager les études d’ingénierie de l’European Pressurized Reactor (EPR), un réacteur de troisième génération destiné à renouveler le parc nucléaire. Ce réacteur « évolutionnaire », dont la puissance unitaire devait initialement s'élever à 1 450 MWe mais qui sera portée à 1 650 MWe pour en augmenter la compétitivité, se différencie des modèles REP précédents par l’intégration des avancées technologiques des réacteurs Konvoi et N4, avec notamment une sûreté renforcée (récupérateur de corium, bâtiments plus résistants aux chutes d’avion, absence de traversées en fond de cuve, plus de systèmes de sûreté, etc.), une durée de vie prolongée, un usage accru de combustible MOx et un meilleur rendement thermique,. L’avant-projet détaillé est proposé en octobre 1997 aux autorités de sûreté française et allemande.
EDF choisis le site du Carnet, non loin de celui du Pellerin, pour construire le prototype de l'EPR, que le premier ministre Alain Juppé autorise malgré une forte opposition locale. L’élection de la Majorité plurielle au gouvernement en 1997 conduit à l'annulation du projet,. En 1999, l'Allemagne décide de sortir du nucléaire puis, dix ans plus tard, Siemens quitte son partenariat avec Framatome, devenu Areva NP. Le réacteur européen, qui n'a jamais été que franco-allemand, n'est plus désormais que français.

### De Superphénix au MOx
« Avec ce type de réacteurs [surgénérateurs] et ses réserves en plutonium, la France disposera d'autant d'énergie que l'Arabie Saoudite avec tout son pétrole. »

— Valéry Giscard d'Estaing, Président de la République, sur Europe 1, le 25 janvier 1980.
Au début des années 1950, l’uranium était suffisamment rare pour qu’on imagine en manquer rapidement. Le développement de réacteurs utilisant le plutonium apparaissait comme une assurance contre une éventuelle pénurie. L’industrie nucléaire française devait reposer sur des piles primaires utilisant l’uranium naturel pour produire de l’électricité et du plutonium que des piles secondaires auraient « brûlés » pour produire de l’électricité tout en générant plus de matière fissile quelles n’en consommeraient, d’où le nom de surgénérateurs. Dans la perspective de rendre le cycle nucléaire français autosuffisant, le CEA met en service deux réacteurs expérimentaux de ce type à neutrons rapides et à caloporteur sodium: Rapsodie en 1967 à Cadarache, puis Phénix, plus puissant (250 MWe), en 1973 à Marcoule.

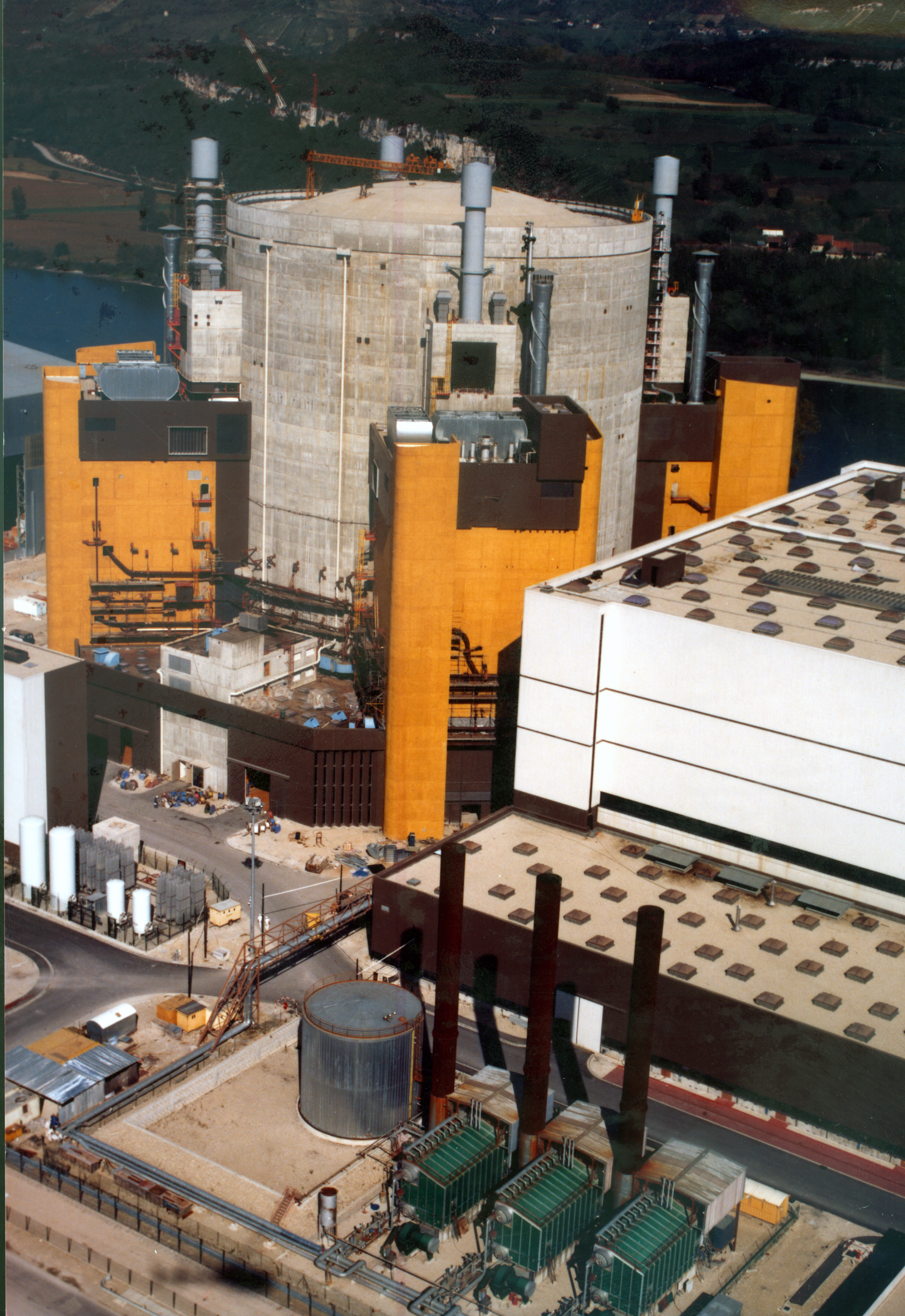
L'enceinte de confinement de 85 m de hauteur du réacteur Superphenix.

Si, durant les années 1960, l'uranium s’avère être plus abondant qu'on ne le croyait, la crise pétrolière des années 1970 et le développement rapide des programmes nucléaires dans le monde ravivent la peur d'une pénurie de l’élément fissile. La surgénération revient sur le devant de la scène. Le CEA ayant perdu, avec l'abandon de la filière UNGG, le rôle de concepteur des réacteurs nationaux, il concentre ses efforts sur la maîtrise du cycle du combustible et sur une filière capable de recycler le plutonium dont Rapsodie III, renommé Superphénix, doit être le prototype industriel. Le 15 avril 1976, le Premier ministre Jacques Chirac approuve le projet de 4,4 milliards de francs, fruit d'une collaboration européenne. Ses 1 200 MWe de puissance font de la future centrale de Creys-Malville le plus puissant surgénérateur au monde. Le réacteur diverge le 7 septembre 1985 puis, le 14 janvier suivant, la centrale est couplée au réseau électrique. Les neuf ans de chantier, marqués par l'une des plus importantes manifestations de l'histoire du mouvement antinucléaire français en 1977, puis par une attaque au lance-roquettes en 1982, ont fait bondir le prix à 25 milliards de francs[réf. nécessaire].
Le 8 mars 1987, une fuite de sodium entraîne l'arrêt du réacteur jusqu'en janvier 1989. Un an après Tchernobyl, cet incident impacte durablement l'image de Superphénix. Après les Américains, les Allemands puis les Britanniques abandonnent la filière des réacteurs à neutrons rapides. En décembre 1990, des chutes de neige provoquent l'effondrement du toit de la salle des machines. La centrale ne redémarre que le 4 août 1994, après de nombreux reports et après avoir eu son statut changé pour celui d'un réacteur de recherche dans le cadre de la loi Bataille. le 25 décembre de la même année, une nouvelle fuite entraîne 7 mois d'arrêt. L'année 1996 est la première pendant laquelle le réacteur fonctionne correctement et produit des quantités notables d'électricité. Pourtant, contre l'avis du CEA, le Premier ministre Lionel Jospin prend la décision d’arrêter définitivement la centrale le 30 décembre 1998, qu'il justifie par le faible prix de l'uranium comparé au coût total de Superphénix (60 milliards de francs de 1994, soit 13 milliards d’euros de 2018),.

Schéma simplifié de la chaîne du combustible nucléaire.

En 1982, la chute du prix de l'uranium et les retards accumulés par le chantier de Superphénix laissent apparaître que le développement industriel des surgénérateurs sera différé pour longtemps. EDF considère donc une autre solution pour recycler le plutonium, étudiée au début des années 1960 par le CEA et ses homologues Allemands et Belges, qui consiste en un combustible pour REP formé de 8,6 % de plutonium et d'uranium appauvri : le Mélange d'Oxydes (MOx). Des essais à la centrale franco-belge de Chooz, débutés en 1974, avaient prouvés la validité du concept. En 1987, EDF commence à l'utiliser dans ses centrales des paliers CP1 et CP2 modifiées pour l'occasion, d’abord à celle de Saint-Laurent-des-Eaux puis dans cinq autres (Gravelines, Dampierre, Blayais, Tricastin et Chinon). Le MOx est fabriqué à l'atelier de technologie du plutonium de Cadarache de 1967 à 2005 et dans l'usine Melox de Marcoule depuis 1995. Cependant, le retraitement du combustible usé pour en faire du MOx serait dans le meilleur des cas aussi coûteux que son simple stockage. Le retraitement n'ayant de sens économique que si les matières qui en sont issues sont réutilisées, l’intérêt du MOx ne serait donc que de fournir un débouché aux produits de l'usine de retraitement de la Hague, et notamment à son unité UP2-800, depuis l'abandon de la filière des surgénérateurs.

### La question des déchets
En France, le combustible usé des réacteurs nucléaires n'est pas considéré comme un déchet car l'uranium et le plutonium qu'il contient peuvent être recyclés pour former du combustible MOx ou alimenter de futurs surgénérateurs. Qu'ils soient ou non retraités actuellement, les combustibles usés sont donc entreposés « temporairement » en piscines. Seules les matières nucléaires non récupérables sont qualifiées de déchets et font l'objet de solutions de stockage permanents, à l’œuvre ou à l’étude. Par exemple, les déchets ultimes issus du retraitement, les plus dangereux, dits à haute activité et à vie longue, d'abord stockés sous forme liquide dans des cuves, sont vitrifiés depuis 1978 à Marcoule et depuis 1989 à la Hague et entreposés sur place dans l'attente d'une solution définitive.
Très tôt ces solutions de stockage définitives ont été recherchées. Comme pour les munitions obsolètes des deux guerres mondiales, la mer apparut en être une car elle permet de diluer la pollution. Le Royaume-Uni et la Belgique notamment, immergent des déchets au large du Cotentin de 1950 à 1963, dans la fosse des Casquets. La France participe à cette politique, coordonnée par l'Agence européenne pour l’énergie nucléaire (AEN), en immergeant des déchets faiblement radioactifs liquides et solides provenant de Marcoule dans les abysses de l’océan Atlantique : 9 184 tonnes au large de l'Espagne en 1967 puis 5 015 tonnes au large de l'Irlande deux ans plus tard. Cette pratique cesse avec l'ouverture en 1969, à côté de l'usine de la Hague, du centre de stockage de la Manche. Arrivé à saturation il sera remplacé par le centre de stockage de l'Aube après janvier 1992,.
Au cours des années 1970, le déploiement du parc nucléaire et le volume de combustible usé qu'il produit, change la donne. D'autant qu'en 1975 entre en vigueur la Convention de Londres qui interdit l’immersion de déchets fortement radioactifs. Pour éliminer définitivement ce type de déchets, la France s'implique dans les études sur leurs enfouissement, une solution autour de laquelle se développe un consensus mondial dès 1977. Dans le cadre du programme international Seabed, plusieurs campagnes sont réalisées entre 1979 et 1988 au large du Cap-Vert puis en Atlantique-Nord pour évaluer la faisabilité d'un enfouissement dans les sédiments marins en eaux profondes,,. Le 12 novembre 1993, après dix années de moratoire, les parties signataires de la Convention décident d’interdire l’immersion de tout type de déchets radioactifs en mer et cette solution est abandonnée. Certains effluents faiblement radioactifs issus du retraitement du combustible (tritium, iode 129) ne sont cependant pas concernés et sont toujours rejetés au large du cap de la Hague,.

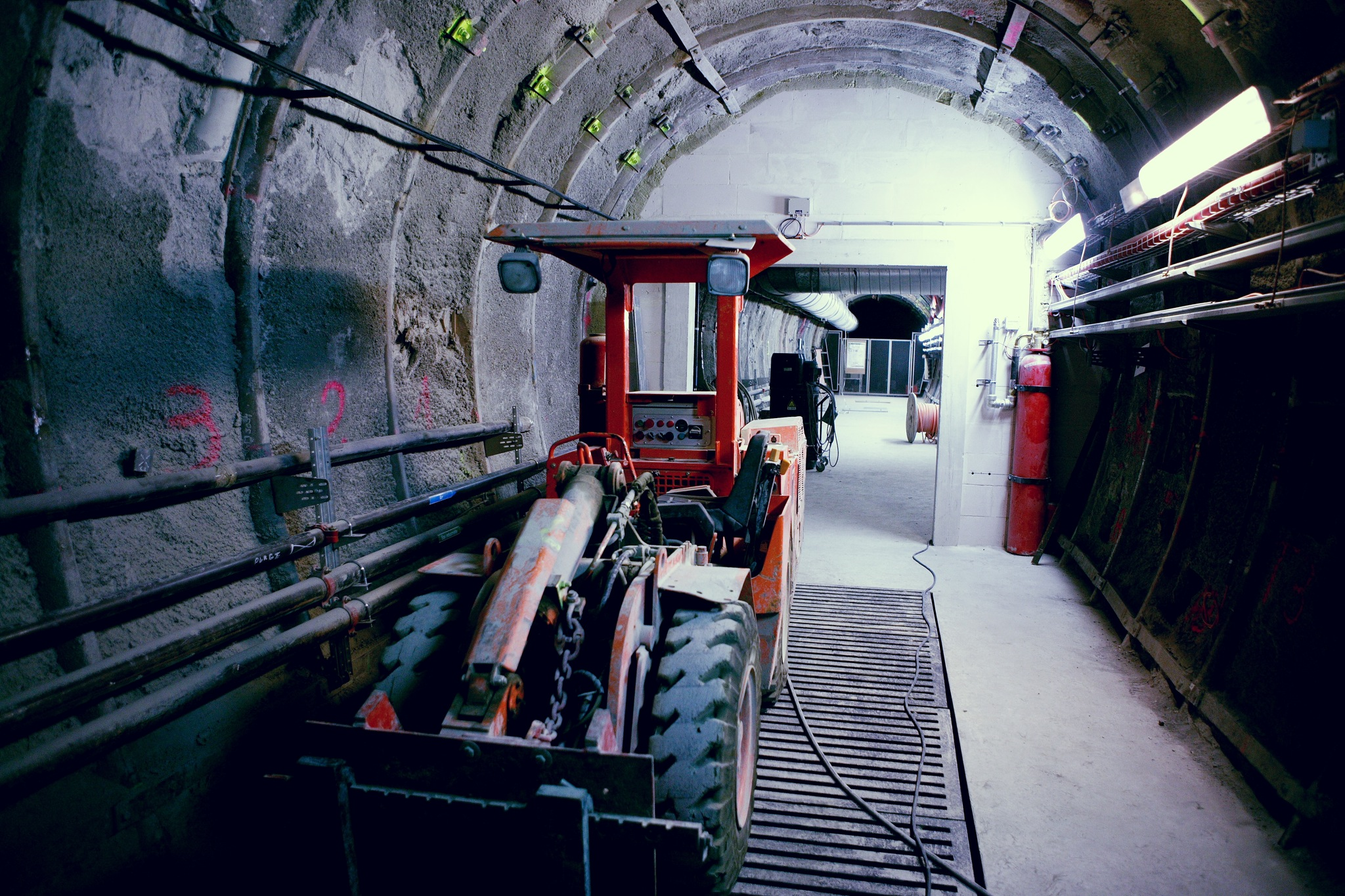
Une galerie du laboratoire souterrain de Bure.

Concernant l'enfouissement sur le territoire national, la recherche d'un site approprié débute avec la création, au sein du CEA, de l'Agence nationale pour la gestion des déchets radioactifs (ANDRA) en 1979. Entre 1982 et 1984, la commission Castaing recommande le stockage en couche géologique profonde mais aussi la poursuite d'autres solutions. Les prospections pour l’établissement de laboratoires souterrains, débutées en 1987, rencontrent une forte opposition dans les départements retenus pour leurs géologies variées (Ain, Aisne, Deux-Sèvres et Maine-et-Loire) qui contraint le gouvernement de Michel Rocard à suspendre les travaux début 1990,. En 1991, la loi relative aux recherches sur la gestion des déchets radioactifs (loi Bataille) apaise le débat en organisant les recherches autour de trois axes complémentaires : la transmutation, l'entreposage de longue durée et le stockage géologique. La même année, l'ANDRA devient indépendante du CEA et reprend les prospections. Le 9 décembre 1998, un site géologique est choisi à Bure, dans la Meuse et l'ANDRA y construit de 1999 à 2004 un laboratoire à 490 mètres de profondeur dans une couche d'argilite stable et imperméable pour étudier la faisabilité d'un centre industriel de stockage géologique réversible (Cigéo). Le 28 juin 2006, la loi Bataille est remplacée par une nouvelle loi qui entérine le choix de cette solution de stockage,.

## Restructuration du secteur (1999 à 2020)
Après des années 1990 qualifiées[Par qui ?] d'« hiver du nucléaire », la lutte contre le réchauffement climatique, popularisé par le protocole de Kyoto, et les besoins énergétiques des pays émergents relancent l'industrie nucléaire au niveau mondial. En France, le début des années 2000 est marqué par l'ouverture du marché de l'électricité à la concurrence au niveau européen. Or ce nouvel environnement compétitif local n'est pas favorable à l'énergie nucléaire car cette dernière nécessite de lourds investissements et n'est donc pas concurrentielle à court terme avec des technologies plus rapidement construites comme les turbines à gaz.

### Ouverture du marché de l'électricité
À partir du 1er février 1999, Électricité de France (EDF), quasi-monopole public, est progressivement mis en situation de concurrence pour la production et la fourniture d’électricité, conformément aux directives de l'Union européenne. L'ouverture du marché de l'électricité en France s'adresse d'abord aux plus gros clients, dont la consommation dépasse un seuil fixé par décret, puis est étendue à l'ensemble des consommateurs à la suite des décisions du Conseil européen de Barcelone de mars 2002. À compter du 1er juillet 2007, la totalité du marché français de l'électricité, soit près de 450 TWh, est ainsi ouvert à la concurrence.

EDF Energy, créé en 2002, filiale britannique du groupe français.

Toutefois le marché hexagonal reste l'un des plus concentrés de l'Union européenne car EDF y occupe toujours une position dominante (85 % des clients résidentiels en 2017). En effet, pour contrecarrer la forte hausse des prix de l'énergie sur les marchés à partir de 2004, la loi permit aux clients domestiques de revenir aux tarifs réglementés de vente d'électricité sous certaines conditions, et instaura à titre temporaire pour les clients industriels un tarif réglementé et transitoire d'ajustement au marché (TaRTAM). À cause de ce retour possible au tarif réglementé (fixé par l’État et imposé à EDF) quand le prix de marché lui est supérieur, EDF conserve sa position dominante,. Au vu de ce constat, la Commission européenne engage en 2006 et 2007 deux procédures contentieuses contestant le système français de tarifs réglementés, sources de la faible concurrence. Pour répondre à cette exigence, une loi portant une nouvelle organisation du marché de l’électricité (loi NOME) impose depuis le 1er juillet 2011 à EDF, détenteur du parc nucléaire français, de céder annuellement à ses concurrents jusqu'à 100 TWh d'électricité issue de ses réacteurs à des conditions représentatives des conditions économiques de production d’électricité ; conditions évaluées par la Commission de régulation de l'énergie (CRE) et fixées selon le mécanisme d'accès régulé à l’électricité nucléaire historique (ARENH).
La libéralisation du marché français de l’énergie s'accompagne d'un changement de statut pour les opérateurs historiques EDF et Gaz de France (GDF). La loi du 9 août 2004 relative au service public de l'électricité et aux entreprises électriques et gazières, qui transpose en droit français les obligations communautaires, les fait passer d’établissements publics à sociétés anonymes. L’État français, via l'Agence des participations de l’État, reste l'actionnaire majoritaire de ces sociétés mais ce nouveau statut leur permet d'agir sur le marché européen. Ainsi en 2008, GDF-Suez prend possession des sept réacteurs nucléaires de la Belgique en achetant Electrabel. L’année suivante EDF Energy prend le contrôle, par l'achat de British Energy, de 16 réacteurs composant le parc nucléaire du Royaume-Uni. Les réacteurs (AGR) outre-Manche étant en fin de vie, la filiale britannique de l’électricien français propose la construction de paires de réacteurs EPR sur les sites de Hinkley Point et Sizewell pour les remplacer.
À partir de 2014, l'Américain General Electric cherche à racheter Alstom Power et Alstom Grid, filiales de l'entreprise belfortaine, notamment spécialisée dans la production de la turbine Arabelle. Ces activités étant considérées comme stratégiques, le rachat est soumis à l'autorisation de l'État français, obtenue le 4 novembre 2014 par le ministre de l'Économie, de l'Industrie et du Numérique Emmanuel Macron,. En 2020, en recherche de liquidités, General Electric s'engage dans la vente d’actifs, dont les activités nucléaires ex-Alstom,. Finalement, en février 2022 est officialisé le rachat à venir par EDF à GE de son activité de production de turbines, renommée depuis GE Steam Power.

### Areva, grandeur et décadence
« Une des grandes forces de notre groupe, c’est son modèle intégré, c'est-à-dire sa capacité à être présent sur l’ensemble du cycle du nucléaire de la mine jusqu’au recyclage. »

— Anne Lauvergeon, Présidente du Directoire d'Areva, le 18 mai 2009.

Entre 2001 et 2018, les sociétés françaises du cycle nucléaire et de la conception de réacteurs sont regroupées sous la bannière Areva.

Le secteur industriel du nucléaire est restructuré afin de renforcer la compétitivité de l'industrie française et de faciliter, pour Framatome, l'établissement d'alliances internationales. En 1999, la Cogema devient l’actionnaire principal de Framatome,. En 2001, le rapprochement de Framatome et de l’allemand Siemens, engagé depuis la fin des années 1980, est en outre concrétisé avec la création d’une société commune, Framatome ANP (pour Advanced Nuclear Power), détenue à 66 % par Framatome et 34 % par Siemens. Cette société est désormais la première au monde pour la construction de chaudières nucléaires (21 % du parc installé), pour la fourniture de services aux parcs installés et pour le combustible nucléaire (41 % du marché mondial).

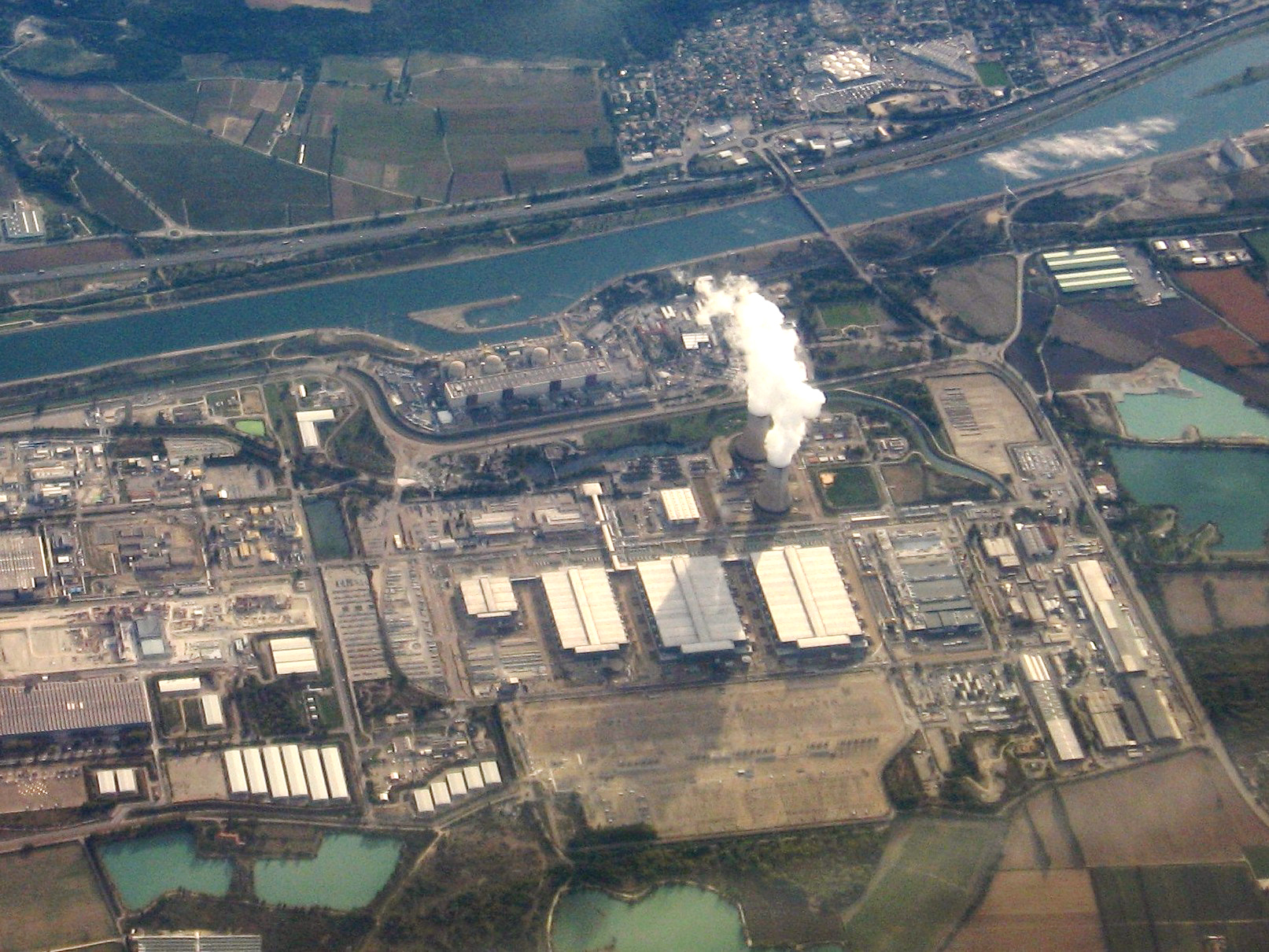
Le site du Tricastin en 2009. Au centre, l'usine d'enrichissement Eurodif.

En juin 2001, une nouvelle société est créée sur la base de CEA Industrie et baptisée Topco. Rebaptisée Areva en septembre, elle regroupe les sociétés Cogema, Framatome ANP, Technicatome et a des participations dans le secteur des nouvelles technologies (FCI et ST-Microelectronics). Le nouveau géant français va lui-même évoluer sur le plan de l’actionnariat pour renforcer son pôle nucléaire. C’est le cas avec la conclusion d’un accord, le 24 novembre 2003, avec son concurrent britannique Urenco, qui lui permet d’accéder à la technologie de centrifugation gazeuse. Cette technologie d’enrichissement de l’uranium bien établie est préférée aux procédés alternatifs Chemex et SILVA, développés par le CEA, pour équiper l'usine Georges-Besse II. Après quatre ans de travaux, la première cascade de la nouvelle usine du site du Tricastin est inaugurée le 18 mai 2009. En 2012, elle remplace définitivement son aïeule Eurodif trop gourmande en électricité. S'inscrivant comme une solution au réchauffement climatique et au troisième choc pétrolier, l'industrie nucléaire restructurée est confiante en l'avenir, allant jusqu'à parler de « renaissance du nucléaire ». C'est dans ce climat qu'Areva réalise des bénéfices croissants de 2002 à 2010 et multiplie les investissements. Notamment dans les énergies renouvelables avec des acquisitions dans le domaine de l’éolien et du solaire dès 2005 et dans l'industrie minière avec l'achat de trois gisements d'uranium africains en 2007. Entre-temps, toutes les filiales de premier rang prennent le nom commercial d’Areva. Cogema devient Areva NC, Framatome ANP devient Areva NP et Technicatome devient Areva TA.
Les années 2000 font d'Areva le numéro un mondial du nucléaire et le seul à intégrer la totalité de la filière. Mais le surcoût du chantier de l'EPR finlandais, l'affaire UraMin, les conséquences de la catastrophe de Fukushima, l’échec de l'ouverture aux énergies renouvelables et une concurrence internationale accrue sont lourds de conséquences pour le groupe français qui affiche une perte globale de plus de 10 milliards d’euros entre 2011 et 2016. Pour sauver l'entreprise publique, l'État exige sa dislocation et la reprise, conclue le 28 juillet 2015, de l'activité de construction de réacteurs (Areva NP) par EDF. Ainsi, le 30 mars 2017, Areva cède sa participation majoritaire dans sa filiale Areva TA, qui reprend le nom TechnicAtome et appartient depuis à 50 % à l'Agence des participations de l'État. En juillet de la même année, l'État injecte 4,5 milliards d'euros dans Areva, soit 2 milliards dans le capital d'AREVA S.A., une structure concentrant les actifs les plus risqués du groupe (dont l'EPR d'Olkiluoto) et 2,5 milliards dans celui de New Areva, une nouvelle filiale regroupant les activités du cycle du combustible. EDF, mis à mal par les retards de l'EPR français, reçoit de son côté 3 milliards d'euros de l’État et prend le contrôle d'Areva NP qu'il rebaptise Framatome. En janvier 2018, New Areva est renommé Orano, achevant la dissolution du groupe.

### Les chantiers de l'EPR
« La construction de l’EPR de Flamanville [...] ne peut être considérée que comme un échec pour EDF. »

— Jean-Martin Folz, rapport au ministère de l’Économie et des Finances, le 28 octobre 2019.

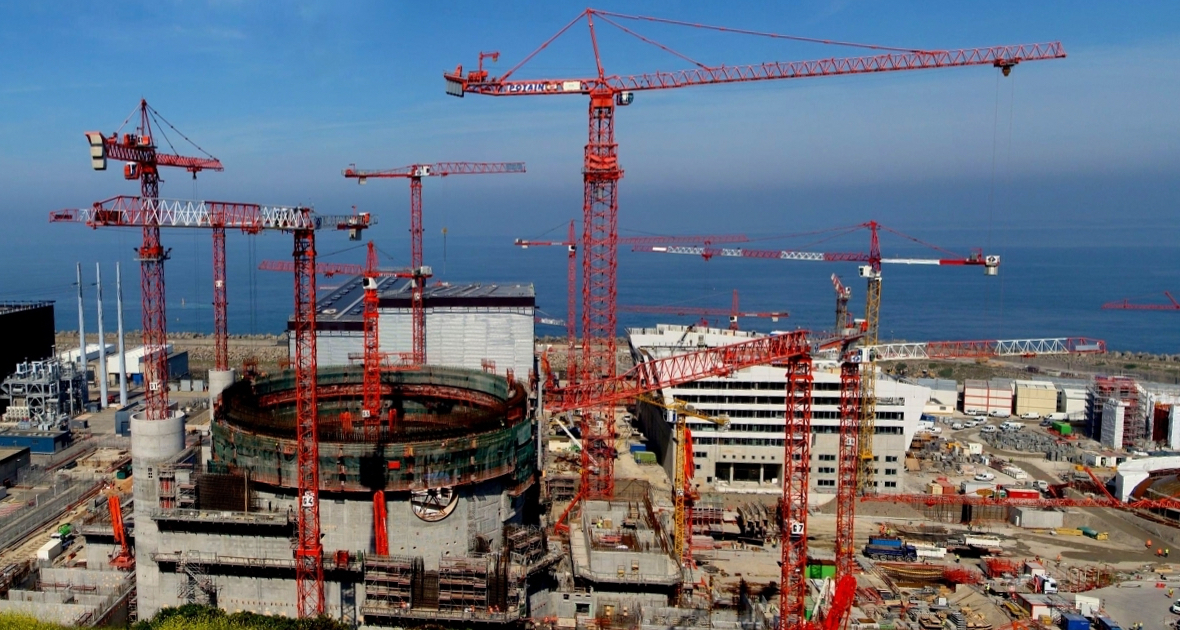
Chantier de l'EPR de Flamanville, 2010.

En décembre 2003, Siemens convainc l’électricien finlandais TVO de choisir, pour l'extension de sa centrale nucléaire d'Olkiluoto, le réacteur de troisième génération qu'il a codéveloppé : l'EPR. Les travaux commencent en février 2005 mais vont très rapidement prendre un retard considérable car le réacteur « clé en main » est un prototype. En effet, c'est seulement l’année suivante qu'EDF décide de construire en France un « démonstrateur tête de série » de l'EPR à la centrale nucléaire de Flamanville. À la suite de cette décision, un débat public prend place au cours duquel les anti-nucléaires déplorent que le choix est déjà fait puisque le projet de loi prévoyant la construction de l'EPR a été voté le 23 juin 2005, soit plus de trois mois avant le début du débat,. Les travaux démarrent un an plus tard et doivent s'achever en 2012 pour un investissement de 3,3 milliards d'euros, mais en juillet 2009, le chantier accuse déjà un retard de deux ans. Le coût du troisième réacteur flamanvillois est par la suite revu à la hausse plusieurs fois, passant à 5 milliards (2010), 6 milliards (2011), 8,5 milliards (2012) puis 10,9 milliards d'euros (2018),. Finalement, l'EPR normand ne serait opérationnel qu'en 2023 et pour un coût de 12,4 milliards d'euros, soit avec dix ans de retard et pour presque quatre fois le coût prévu. En Chine, ou Areva décroche fin 2007 un contrat de 8 milliards d'euros pour deux EPR à Taishan, les chantiers vont aussi prendre du retard et dépasser leurs budgets mais moins que les précédents. Le premier EPR chinois démarre 6 juin 2018, donc avant ses homologue finlandais et français dont les chantiers avaient pourtant été amorcés respectivement quatre et trois ans plus tôt.
En janvier 2009, le gouvernement choisit le site de Penly pour réaliser le deuxième EPR français dont la construction serait confiée à un consortium regroupant EDF (majoritaire), GDF Suez, Total, Enel et E.ON. Un débat public, organisé du 24 mars au 24 juillet 2010, aboutit à un statu quo des positions de chacun deux mois plus tard : les partisans du projet n’ont pas de doutes quant à sa nécessité et les détracteurs ne sont pas moins opposés. En juillet 2012, après l’élection de Francois Hollande comme président de la République, le projet est gelé. Il reprend en 2019 avec le lancement, par EDF, d'un appel d'offres pour la construction de deux EPR sur le site.

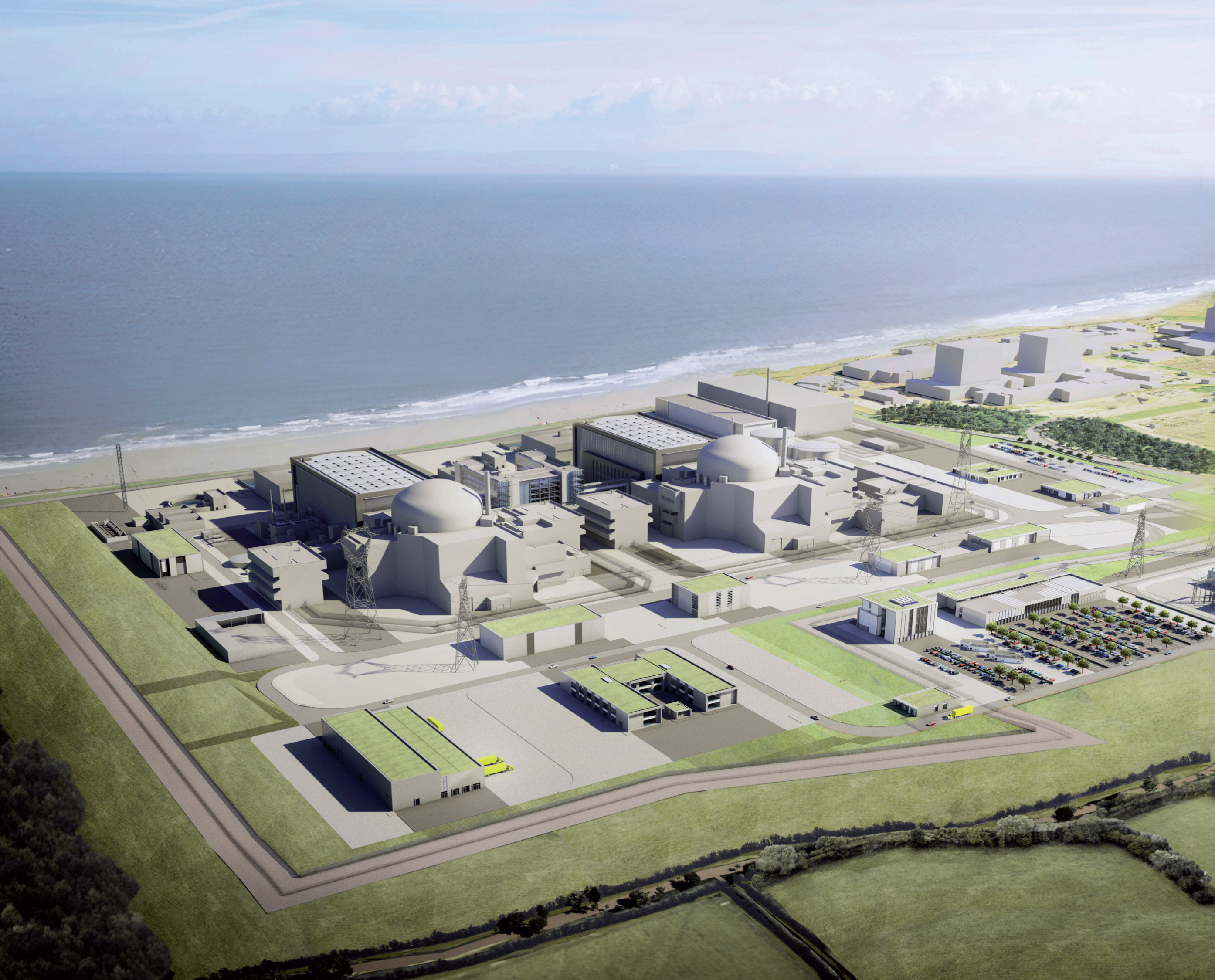
Vue d'artiste des deux EPR d'Hinkley Point.

Le rapport sur l'avenir de la filière nucléaire française, établi par François Roussely le 16 juin 2010, montre que, compte tenu d’une durée de vie supérieure à 40 ans, et a fortiori 50 ans, des centrales nucléaires françaises, les perspectives industrielles à moyen terme sont essentiellement situées à l’exportation. Ce faisant, Areva tire les enseignements de difficultés de l'EPR et propose, à l'instar de l'offre étrangère, des réacteurs de plus petite capacité. L'un d'eux, Atmea1, co-développé avec Mitsubishi Heavy Industries depuis 2007, est proposé en 2010 par GDF Suez pour une implantation sur les sites nucléaires de Marcoule ou du Tricastin. EDF voit d’un très mauvais œil qu’Areva, son fournisseur, s’associe à des rivaux pour le concurrencer directement sur les marchés intérieur et extérieur, car au même moment l’électricien français s’engage dans le développement d’un nouveau réacteur avec son homologue du Guangdong, CGNPC, pour succéder au CPR-1000. La rivalité entre les deux groupes publics français aura raison de ces projets. Cependant, si la Chine conçoit seule son réacteur de troisième génération (Hualong-1), elle participe néanmoins avec EDF à la construction de deux EPR à Hinkley Point.

### Exporter le cycle du plutonium
Plus que dans la construction de réacteurs, c'est dans le cycle du combustible que l'industrie française a acquis une renommée internationale, car depuis les années 1950 elle exporte sa technologie et forge des partenariats.
En 1973, le gouvernement du Pakistan s'adresse à Saint-Gobain Nucléaire (SGN) pour l'implantation d'une usine de retraitement de 100 tonnes de combustible par an à Chashma, dans l'espoir que la France, qui refuse alors de signer le Traité de non-prolifération, n'exigera pas de placer l'installation sous surveillance internationale. Le contrat est conclu en octobre 1974, mais l'explosion de la première bombe A indienne renforce la surveillance des exportations. Face à l'insistance de Paris, Islamabad accepte en mars 1976 que l'installation soit placée sous contrôle international jusqu’à ce que finalement la pression des États-Unis et du Chah d'Iran fasse stopper les travaux en 1978,.

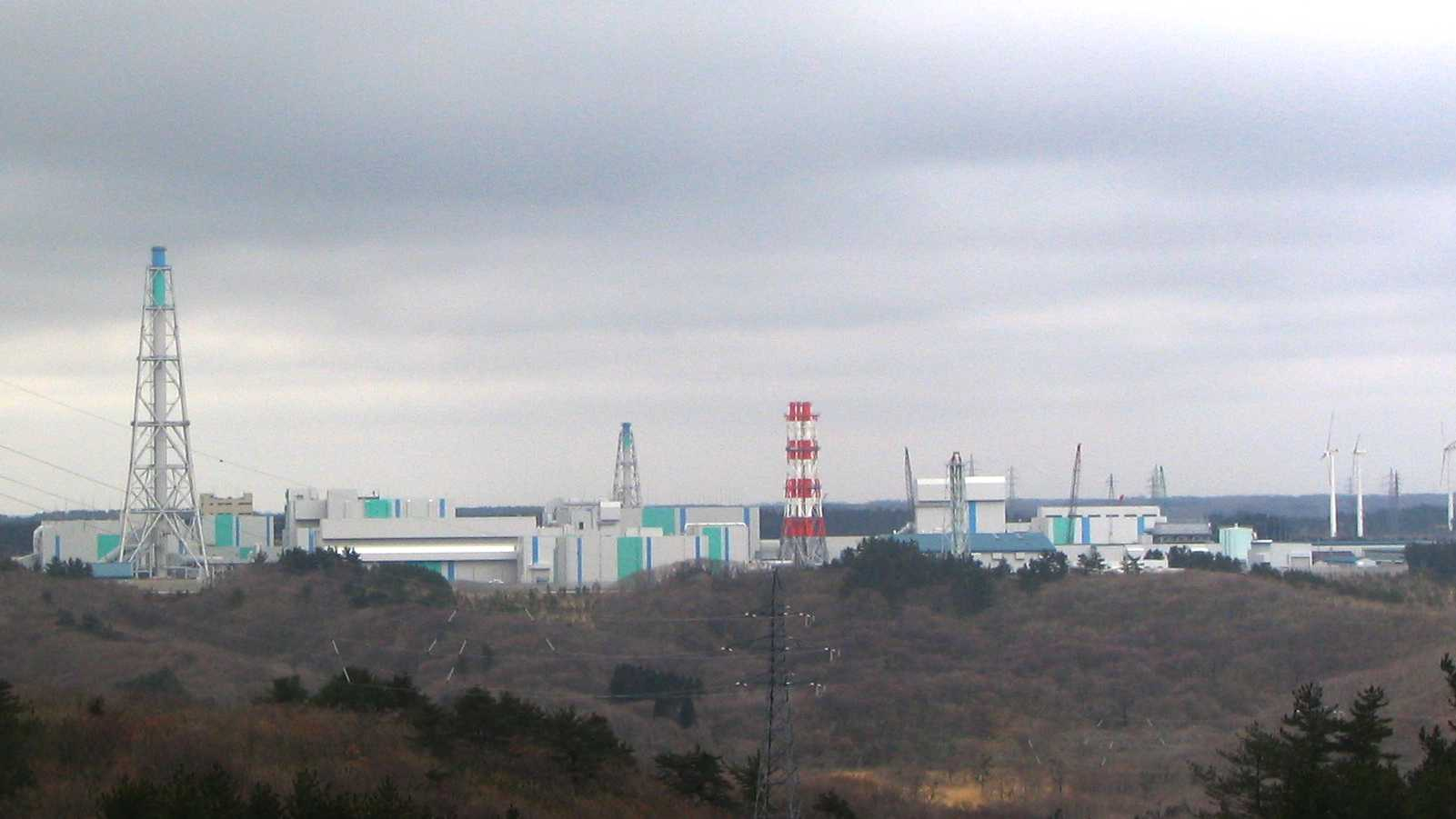
L'usine nucléaire de Rokkasho, petite sœur de La Hague.

Les États-Unis refusant d'exporter leur technologie, le Japon s'adresse en 1977 à SGN pour construire une usine de retraitement expérimentale à Tōkai, d'une capacité de 200 tonnes par an. Dix ans plus tard, la France signe un accord de transfert de technologie pour la construction, au nord du Japon, d'une usine de retraitement beaucoup plus grande basée sur l’unité UP3 de La Hague. Les travaux commencent en 1993 puis les premières grappes de combustible usée arrivent sur le site en 1998 pour stockage. Malgré le triplement des coûts et plusieurs reports, l'usine nucléaire de Rokkasho devrait commencer à retraiter le combustible stocké en 2022. Une unité de fabrication de MOx, en construction depuis 2010, doit s'adjoindre au complexe. En attendant, la France fabrique à Marcoule ce combustible pour le Japon depuis 1999 à partir de combustible usé nippon qu'elle retraite à La Hague depuis 1982,.

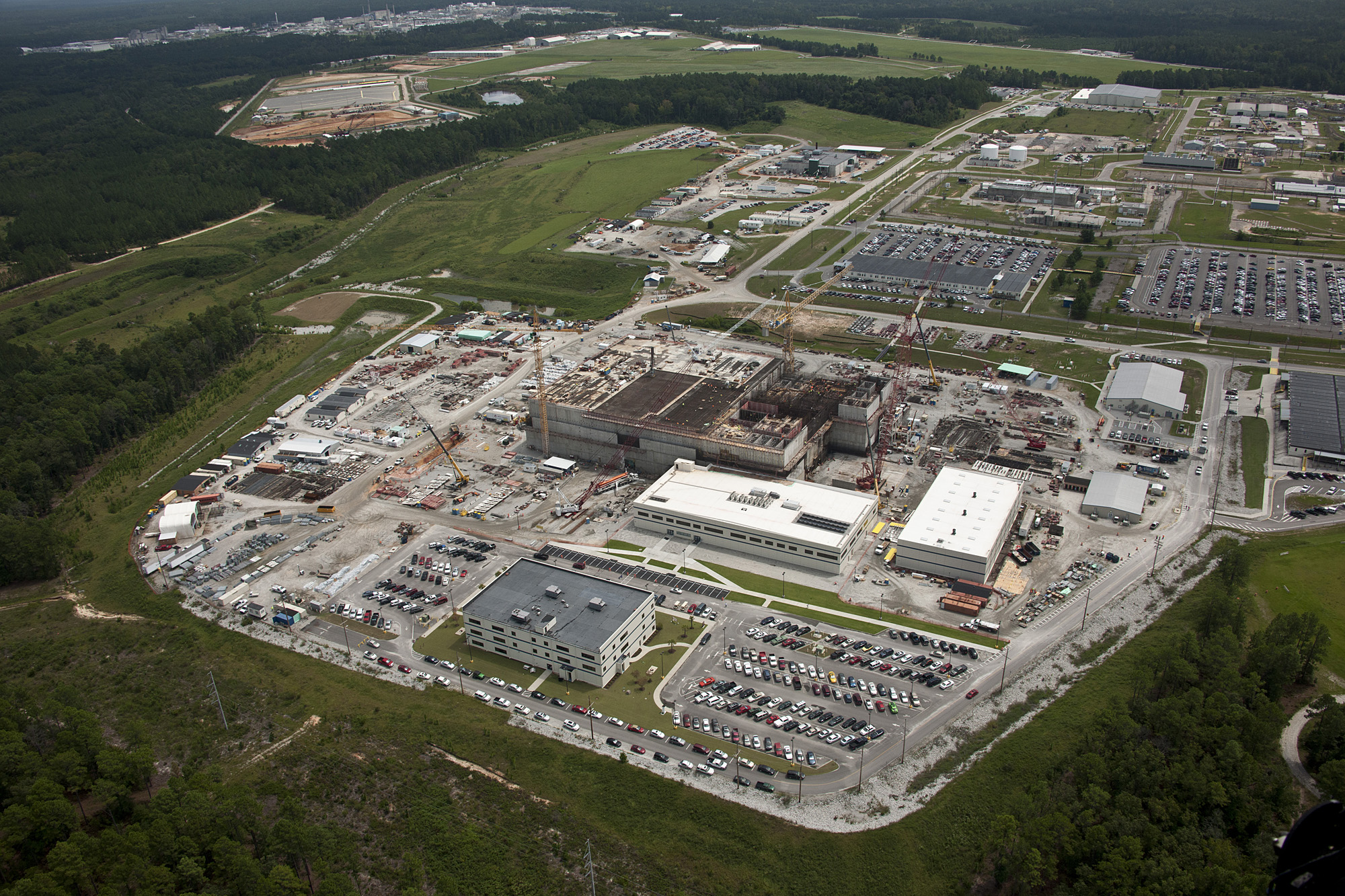
La jumelle américaine de l'usine Melox, en construction, 2012.

Avec le MOx, Areva veut faire de l'industrie du plutonium son fer de lance économique à l'international. Dès la fin de la guerre froide, la France participe au développement de la filière pour l'élimination du plutonium militaire issu du démantèlement des arsenaux des deux grands. Cette volonté se manifeste en Russie, avec les programmes d’étude Aida I (franco-russe) puis Aida-Mox II (franco-germano-russe) de 1992 à 2002 et aux États-Unis avec le programme MOx for Peace,. La transformation réussie, en 2005, de plutonium militaire américain en MOx à Marcoule lance, deux ans plus tard, la construction par Areva d'une usine spécialisée sur le site nucléaire de Savannah River. Cependant, par suite de retards et d'une augmentation des coûts, la complétion de la Mixed oxyde Fuel Fabrication Facility, jumelle de l'usine Melox, est abandonnée fin 2018,. Toujours aux États-Unis, Areva est impliqué depuis 2004 dans la décontamination du complexe militaire de Hanford, notamment par la construction de la plus grande usine de vitrification de déchets nucléaires au monde,.
En Chine, Areva espère depuis 2007 concrétiser une entente pour la construction d'une usine de retraitement, similaire à l’unité UP3 de La Hague, adjointe d'une unité de fabrication de MOx. La compagnie nucléaire nationale chinoise (CNNC), essaie quant à elle de rentrer au capital de son homologue français.

### Les suites de l'accident de Fukushima
« La politique nucléaire de la France c’est un atout de la France, on ne doit pas y toucher. »

— Nicolas Sarkozy, président de la République, le 9 février 2012.

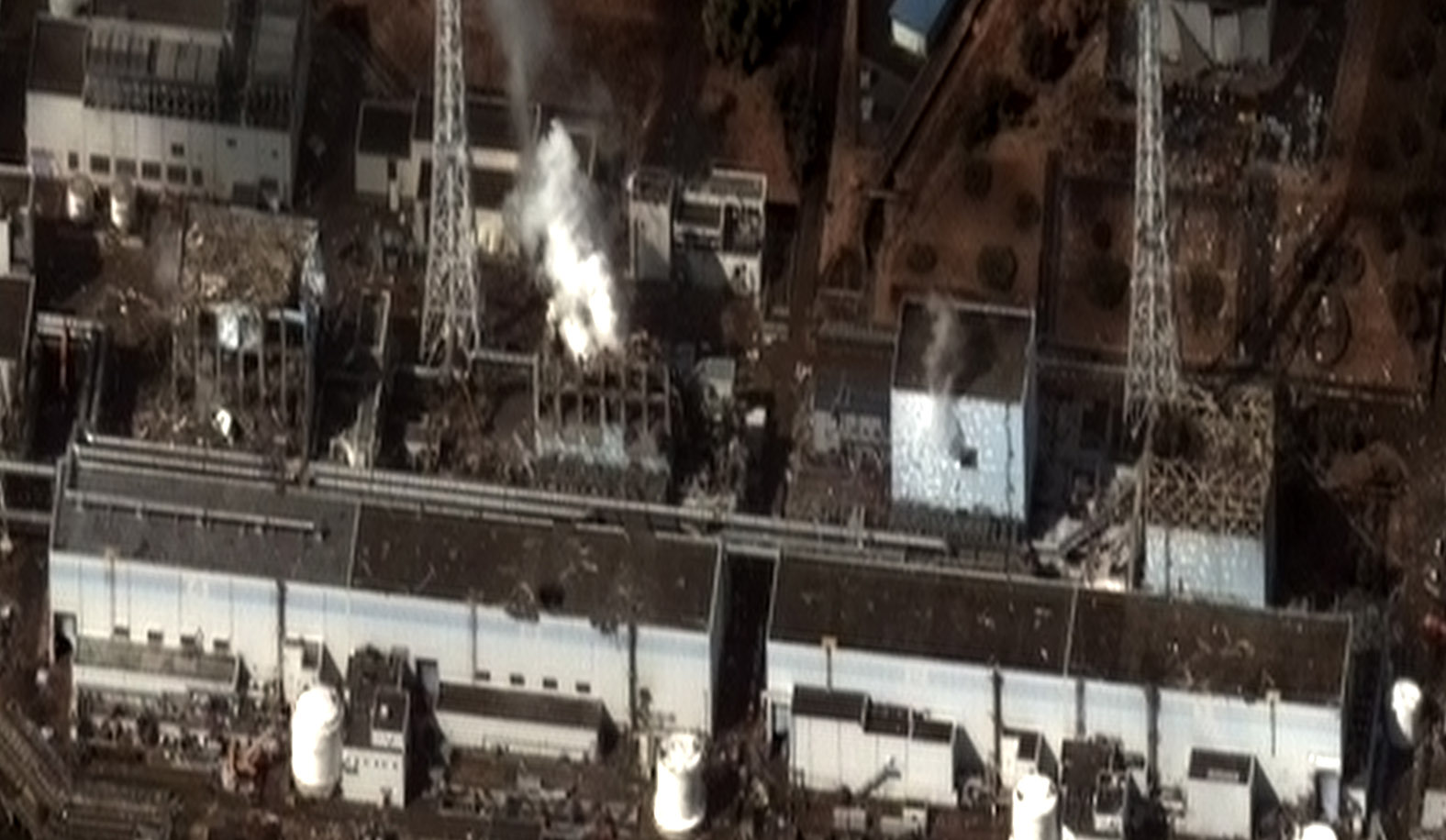
Les bâtiments réacteurs gravement endommagés de la centrale de Fukushima Daiichi I, 2011.

Après Tchernobyl, un nouvel événement relance les interrogations sur le nucléaire et freine la relance de l’industrie. Le séisme du 11 mars 2011, de magnitude 9, déclenche un tsunami qui dévaste la région de Tōhoku, sur la côte Pacifique du Japon et provoque l'accident nucléaire de Fukushima. Le défaut de refroidissement des réacteurs de la centrale de Fukushima Daiichi, pourtant arrêtés, cause la fusion du cœur de trois d'entre eux. D'importants rejets radioactifs se produisent alors et plus de 150 000 personnes sont évacuées.
Le 23 mars 2011, le Premier ministre François Fillon confie à l'Autorité de sûreté nucléaire (ASN), créée en 2006, la réalisation d'un audit sur les installations nucléaires françaises portant sur les risques d’inondation, de séisme, de perte des alimentations électriques et de perte du système de refroidissement ainsi que sur la gestion opérationnelle des situations accidentelles. À l'issue de l'audit, le 3 janvier 2012, l'ASN recommande le renforcement de la sécurité des sites, notamment par l'ajout de générateurs de secours supplémentaires et de locaux de gestion de crise bunkerisées ainsi qu'une surveillance accrue des sous-traitants. Cette attention renforcée met au jour de nombreuses irrégularités dans la production de l'usine Areva du Creusot, qui forge les éléments des îlots nucléaires,, entraînant entre autres l’arrêt de 18 réacteurs pour inspection en 2016.
Depuis Fukushima, EDF doit investir 3,7 milliards d'euros par an, soit 55 milliards d'euros jusqu'en 2025, pour la maintenance de ses centrales et leurs améliorations afin qu'elles répondent aux normes de l'ASN durcies par la catastrophe japonaise et puissent voir leurs durées d'exploitation prolongées jusqu'à 50 ou 60 ans. Cet ensemble de travaux est regroupé sous la désignation de « programme Grand Carénage ». Selon la Cour des comptes, le montant des travaux atteindrait 75 milliards en 2030, auquel il faudrait ajouter 25 milliards de coût d'exploitation. L'allongement de la durée de vie de ses réacteurs permettrait à l’électricien français de provisionner des crédits suffisants pour financer leur démantèlement, qui pourrait dépasser les 100 milliards d'euros.
En 2011, à la suite de l'accident nucléaire de Fukushima, le gouvernement demande à la Cour des comptes d'établir un rapport sur le coût total des investissements publics et privés réalisés depuis le début dans la filière française d'électricité nucléaire, toutes dépenses confondues. Selon ce rapport, le coût de la filière est évalué à 228 milliards d'euros pour une production de l’ordre de 400 TWh annuels et d'environ 11 000 TWh cumulés. Parmi les coûts, la Cour des comptes distingue 55 milliards d'euros depuis 1950 (soit environ un milliard par an) dépensés en recherche et 121 milliards d'euros dépensés en construction, dont 96 milliards pour les 58 réacteurs.

## Relance d'un programme nucléaire

### Perspectives d'évolution du parc nucléaire en 2020
En août 2015, la loi relative à la transition énergétique prévoit le plafonnement à 63 GW de la puissance installée et à 50 % de la part du nucléaire dans la production électrique nationale pour 2025. Échéance repoussée à 2035 trois ans plus tard. Électricité de France (EDF) considère que maintenir cette capacité nécessiterait la mise en chantier de nouveaux réacteurs d'ici 2030, pour pallier la fermeture concomitante d'anciens. Pour la deuxième étape du renouvellement du parc, après les EPR, des réacteurs de quatrième génération, en développement, seraient déployés, en attendant la fusion.

#### Transition énergétique
Afin de baisser le coût de l’électricité produite et de prendre en compte le retour d'expérience des EPR déjà construits, un nouveau réacteur simplifié, baptisé EPR-NM puis EPR2, est mis à l’étude. Fin 2015, EDF prévoit qu'à l'horizon 2050 son parc nucléaire soit composé de 30 à 40 réacteurs de ce genre, en remplacement des 58 alors en fonctionnement. En 2018, un rapport préconise la construction de six réacteurs à partir de 2025 pour, en l’absence de nouvelles exportations, maintenir les compétences françaises dans ce secteur,. EDF évalue le coût de ce projet à 46 milliards d'euros sur 20 ans.
L’un des axes majeurs d’évolution pour l’industrie nucléaire se situe également dans la modulation de la production des centrales, afin de faciliter l’intégration des énergies renouvelables intermittentes dans le réseau électrique, et de participer ainsi à la transition énergétique.
En novembre 2018, Emmanuel Macron annonce que la fermeture de la centrale nucléaire de Fessenheim, décrétée en avril 2017, sera effective en 2020. Ce sera fait le 22 février pour le premier réacteur, puis le 29 juin pour le second. L'État indemnisera EDF pour le manque à gagner que représente la fermeture de la centrale avant sa fin de vie jusqu'alors prévue en 2041. En janvier 2020, une mission d'information est lancée à l'Assemblée nationale sur le sujet de la « Fermeture de la centrale nucléaire de Fessenheim »,,.
En 2019, dans le cadre de la première programmation pluriannuelle de l'énergie, le gouvernement prévoit la fermeture de 12 réacteurs supplémentaires entre 2027 et 2035 à désigner par EDF. Le 21 janvier 2020, EDF propose d'étudier l'arrêt de paires de réacteurs sur sept sites, soit Bugey (CP0), Tricastin, Gravelines, Dampierre, Blayais (CP1), Chinon et Cruas (CP2). Ces centrales nucléaires comptant toutes au moins quatre réacteurs, cette solution permettrait à l'électricien de ne pas fermer les sites concernés. À cette date, le gouvernement français ne prévoit pas d’indemniser EDF pour le manque à gagner dû à l’arrêt anticipé des réacteurs concernés, car ils atteindraient tous leur durée d'amortissement, soit 50 ans.

### Décision, en 2022, de relancer un programme nucléaire
Le 10 février 2022, le président Macron annonce sa décision de « prolonger la durée de vie de tous les réacteurs nucléaires [dans la mesure du possible] […] et lancer dès aujourd'hui un programme de nouveaux réacteurs », soit six EPR2 dès à présent et potentiellement huit nouveaux exemplaires dans les années à venir. Même avec 14 réacteurs EPR supplémentaires et la prolongation de la durée d'exploitation des réacteurs existants, la part du nucléaire dans le mix électrique français devrait baisser de 70 % en 2021 à 40 % à l'horizon 2050.
La nouvelle stratégie énergétique de la France prévoit que le chantier du premier des six réacteurs EPR2 débutera en 2028, pour une mise en service prévue en 2035. La Commission nationale du débat public sera saisie pour permettre une large concertation du public dès le second semestre 2022. Le chef de l'État annonce un programme financé à hauteur de 1 milliard €, dans le cadre de France 2030, pour faire émerger de nouveaux types de réacteurs, l'objectif étant d'atteindre une capacité de production supplémentaire de 25 GW d'ici 2050. Un montant de 500 millions € ira au projet « NUWARD » de petits réacteurs modulaires porté par EDF, dont le premier prototype est prévu pour 2030. L'autre moitié sera consacrée à faire émerger des réacteurs innovants produisant moins de déchets.
En septembre 2022, Jean-Bernard Lévy, PDG du groupe Électricité de France, met en cause la stratégie du gouvernement et pointe du doigt les erreurs en matière de nucléaire indiquant que sa stratégie reposait sur la loi réduisant la part du nucléaire dans le mix électrique à 50 %. Il explique ainsi avoir recruté des employés pour fermer douze centrales et non pour en créer. Ces propos sont tenus alors que 32 réacteurs sont à l'arrêt et qu'EDF affiche une disponibilité de son parc historiquement faible, alourdissant la crise énergétique qui touche le pays. Peu après, Emmanuel Macron condamne fermement les propos de Jean-Bernard Lévy, défendant la politique nucléaire de son gouvernement, notamment la fermeture de la centrale de Fessenheim.
En août 2022, 32 réacteurs sur 56 sont à l'arrêt, 12 pour des problèmes de corrosion et 18 pour maintenance. Les maintenances annuelles sont habituellement concentrées sur l'été, et des extensions de ces maintenances ont été demandées par l'Autorité de sûreté nucléaire, afin de modifier les installations en vue d'une prolongation des réacteurs au-delà de 40 années de fonctionnement et pour une période minimum de dix années de fonctionnement supplémentaire. S'ajoute à cela une découverte inattendue de corrosions sur de l'inox forgé, qui touche des tuyauteries d’injection de sécurité permettant de refroidir le réacteur en cas d’accident. Un programme de recherche de fissures par ultrasons a été mis en place par EDF pour régler le problème d'ici 2025,.

## Démantèlement des anciennes centrales
Le démantèlement nucléaire est un domaine dans lequel la France développe des compétences depuis la fin des années 1980 car les installations nationales concernées sont nombreuses et variées. Elles comprennent neuf réacteurs UNGG, dont le cœur de graphite irradié constitue le défi principal, un réacteur à eau lourde unique en son genre (Brennilis) et trois réacteurs à neutrons rapides (Rapsodie, Phénix, Superphenix), dont la gestion du sodium a nécessité la mise au point de techniques nouvelles. Le démantèlement concerne aussi les premiers établissements du cycle du combustible, soit les usines de retraitement UP1 à Marcoule et UP2 à la Hague et l'usine d’enrichissement Eurodif du site du Tricastin. S'y ajoutent enfin deux centres entiers du CEA, à Grenoble et Fontenay-aux-Roses, ainsi que les réacteurs de recherche du Commissariat (Ulysse et Phébus).
En 2050, les réacteurs à eau pressurisée (REP) du parc issu du plan Messmer, construits entre 1977 et 1999, seraient tous fermés. Ce processus est amorcé par la centrale nucléaire de Fessenheim en 2020. Fessenheim doit servir de modèle pour les REP suivants mais ne sera pas le premier REP démantelé en France puisque cette distinction devrait revenir en 2022, après 15 années de travaux, au réacteur franco-belge Chooz A, arrêté depuis 1991.
L’Autorité de sûreté nucléaire (ASN) prône un démantèlement immédiat des réacteurs arrêtés, mais EDF préférerait le repousser de plusieurs décennies, le temps que la radioactivité accumulée des îlots nucléaires diminue suffisamment pour faciliter les opérations.

## Projets de quatrième génération
En 2000, les États-Unis lancent le forum international Génération IV pour établir une coopération autour du développement de réacteurs nucléaires novateurs. Deux ans plus tard, six concepts majeurs sont sélectionnés : trois sont des réacteurs à neutrons thermiques (lents) et trois des réacteurs à neutrons rapides. La France, qui vient de fermer le réacteur à neutrons rapides Superphénix, s’oriente vers la technologie des réacteurs prismatiques[Quoi ?] à haute température avec le programme Antares (Areva New Technology base on Advanced gas cooled Reactor for Energy Supply). Framatome participait en effet depuis 20 ans au développement de ce type de réacteurs avec General Atomics.
En janvier 2006, le président Jacques Chirac décide de lancer la conception d'un prototype de réacteur de quatrième génération. Sous l'impulsion du CEA, capitalisant sur ses compétences dans le domaine, la France revient aux surgénérateurs refroidis au sodium car c'est le seul concept présentant une maturité suffisante pour la réalisation d'un prototype à moyen terme. Le projet de démonstrateur technologique Astrid (Advanced Sodium Technological Reactor for Industrial) débute. En 2010, alors que le réacteur de recherche Phénix est arrêté définitivement, Astrid reçoit une subvention de 651 millions d'euros dans le cadre des investissements d'avenir. Les études de conception commencent alors. En 2014, le Japon rejoint le projet, estimé à cinq milliards d'euros, avant d'en être écarté quatre ans plus tard à la suite de la réduction de son envergure par le CEA, pour en limiter les coûts. Début 2019, le programme de recherche est reconduit mais la construction d'un nouveau réacteur surgénérateur est abandonnée faute d'un prix de l'uranium le rendant compétitif,.
Avec l'abandon d'Astrid, le CEA se tourne vers les petits réacteurs modulaires (PRM ou SMR pour l'anglais Small Modular Reactor) avec le programme de recherche Initiatives Usine Nucléaire du Futur, en partenariat avec EDF et Framatome. En 1981, le CEA et EDF avaient déjà collaboré à la conception du NP-300, un réacteur modulaire de 300 MWe dérivé des réacteurs navals K15,. Le petit réacteur modulaire à eau pressurisée Nuward, présenté en 2019, repose lui aussi sur l'expertise acquise avec les réacteurs navals. Framatome développe aussi un autre SMR, à gaz à haute température, en collaboration avec General Atomics.

### Recherches sur la fusion

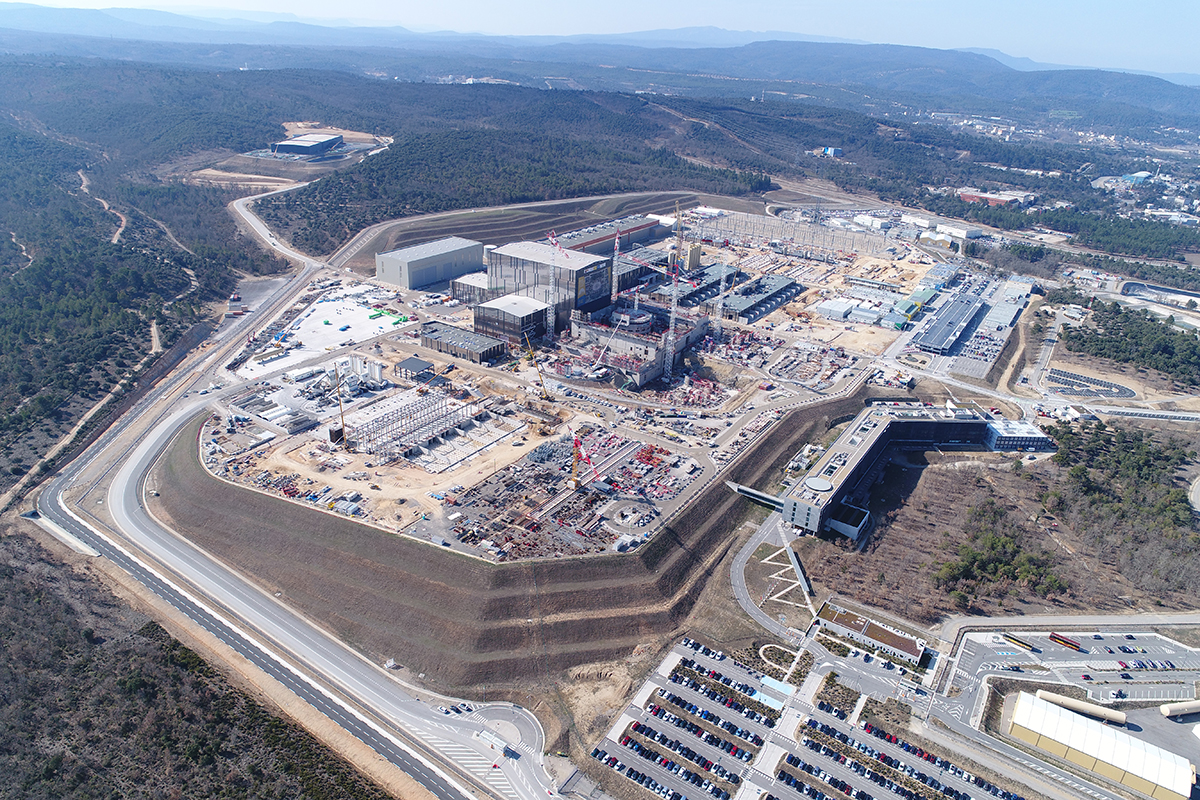
Chantier d'ITER au centre de Cadarache, 2018.

La France s’engage dans la maîtrise de la fusion nucléaire dès 1957 avec le Tore TA 2000 installé au centre de Fontenay-aux-Roses. D’abord secrets, les travaux civils vont devenir publics en 1958 après la Conférence pour l'utilisation pacifique de l'énergie atomique. Les spectaculaires progrès soviétiques dans le domaine, dévoilées à la fin des années 1960, vont influencer durablement la suite des recherches en les orientant vers la technologie des tokamaks. Le premier du genre en France, le tokamak de Fontenay-aux-Roses (TFR), entre en fonction le 22 mars 1973. C’est alors le plus puissant au monde. Il est suivi au centre de Cadarache par Tore Supra, en activité dès avril 1988. La France participe aussi au Joint European Torus (JET), construit en Angleterre en 1983.
Le 28 juin 2005, Cadarache est retenu pour accueillir le tokamak international ITER. En construction depuis 2007, ITER vise à démontrer la faisabilité technique d'un réacteur capable de générer dix fois plus de puissance qu'il n'en consomme sur des durées crédibles dans le but d'ouvrir la voie à un prototype industriel (Demo).